# Episodi di Pocket Monsters (2019)
La serie Esplorazioni Pokémon (ポケットモンスター?, Pocket Monsters) è stata trasmessa in Giappone su TV Tokyo dal 17 novembre 2019 al 24 marzo 2023. È ambientata in tutte le regioni del mondo Pokémon, da Kanto a Galar, ed è basata sugli eventi di tutti i giochi della serie principale Pokémon, inclusi i due titoli della ottava generazione, Pokémon Spada e Scudo.
In Giappone, dal 19 aprile al 31 maggio 2020, la serie ha subìto una sospensione a causa della pandemia di COVID-19, che ha impedito la produzione di nuovi episodi. La trasmissione riprese regolarmente il 7 giugno 2020. L'edizione italiana è stata trasmessa su K2 dal 29 agosto 2020 al 7 ottobre 2023.

## Pokémon: Serie Esplorazioni

Logo italiano della prima serie

Negli Stati Uniti, la ventitreesima stagione è stata distribuita con il titolo Pokémon Journeys: The Series e pubblicata su Netflix a cadenza trimestrale, dal 12 giugno 2020 al 5 marzo 2021. Il 23 aprile 2020, The Pokémon Company International annunciò che, a partire da Pokémon Journeys, Netflix avrebbe acquisito i diritti esclusivi per la distribuzione delle future stagioni della serie animata Pokémon negli Stati Uniti.
In Italia, la stagione è andata in onda su K2 dal 29 agosto 2020 al 5 giugno 2021, con la trasmissione di un episodio a settimana. Dal 27 marzo al 15 maggio 2021, la programmazione è proseguita con due episodi settimanali. Dal 1º luglio 2021, l'intera stagione è disponibile anche su Netflix. La sigla di apertura utilizzata è "The Journey Starts Today", prodotta su richiesta di The Pokémon Company e interpretata dal gruppo musicale canadese Walk Off the Earth.
| Nº                                       | Titolo italiano Giapponese 「Kanji」 - Inglese | In onda           | In onda           |
| Nº                                       | Titolo italiano Giapponese 「Kanji」 - Inglese | Giapponese        | Italiano          |
| Pokémon: Serie Esplorazioni (48 episodi) | |                   |                   |
| 1086                                     | Benvenuto, Pikachu! 「ピカチュウ誕生！」 - Enter Pikachu! | 17 novembre 2019  | 29 agosto 2020    |
| 1086                                     | Episodio flashback basato sugli eventi antecedenti a L'inizio di una grande avventura. Segna la prima apparizione di Goh, Chloe e del Professor Cerasa. |                   |                   |
| 1087                                     | Nuove leggende e nuovi amici! 「サトシとゴウ、ルギアでゴー！」 - Legend? Go! Friends? Go! | 24 novembre 2019  | 5 settembre 2020  |
| 1087                                     | Rientrato a Biancavilla dopo la vittoria ottenuta alla Lega Pokémon della regione di Alola, Ash e il suo inseparabile Pikachu vengono invitati dal Professor Oak a partecipare all'inaugurazione del nuovo Centro di Ricerca del Professor Cerasa ad Aranciopoli. Durante una Raid Battle contro il Pokémon leggendario Lugia, Ash incontra per la prima volta Goh, un ragazzo determinato a catturare il Pokémon misterioso Mew, sogno che coltiva fin dall'infanzia. Il Professor Cerasa propone a entrambi di diventare ricercatori presso il suo Centro, viaggiando per il mondo per studiare e raccogliere informazioni sui Pokémon più rari. I due accettano con entusiasmo. In questo episodio fanno la loro prima apparizione Yamper, Corviknight, Ren e Chrysa. |                   |                   |
| 1088                                     | La misteriosa torre degli Ivysaur! 「フシギソウってフシギだね？」 - Ivysaur's Mysterious Tower! | 1º dicembre 2019  | 12 settembre 2020 |
| 1088                                     | Durante il loro primo giorno ufficiale come ricercatori al Centro del Professor Cerasa, Ash e Goh ricevono i loro Rotom Phone e vengono inviati a indagare su un gruppo di Bulbasaur e Ivysaur che si stanno radunando in massa a Aranciopoli. Seguendoli, scoprono che i Pokémon stanno cercando di raggiungere un luogo soleggiato ora occupato da un cantiere. I due ragazzi salgono sulla torre in costruzione per capire il motivo del comportamento dei Pokémon, e lì incontrano per la prima volta Jessie, James e Meowth del Team Rocket. Goh resta colpito dal fatto che Meowth riesca a parlare. Mentre i Pokémon si espongono alla luce solare e iniziano a evolversi in Venusaur, il Team Rocket tenta di catturarli con una rete. Pikachu libera i Pokémon con una mossa elettrica e, grazie alla collaborazione con Ash, Goh e i Pokémon appena evoluti, il Team Rocket viene sconfitto. Alla fine, il polline rilasciato dai Venusaur fa sbocciare i fiori in tutta la città, mentre Ash e Goh tornano soddisfatti al Centro di Ricerca. |                   |                   |
| 1089                                     | Amici di scorribande! 「行くぜガラル地方！ヒバニーとの出会い！！」 - Settling the Scorbunny! | 8 dicembre 2019   | 19 settembre 2020 |
| 1089                                     | Ash e Goh si recano nella regione di Galar per investigare sul misterioso fenomeno Dynamax, segnalato in una zona ferroviaria. Durante il viaggio in treno, Goh rimane affascinato dalla nuova regione, mentre Ash avverte strane vibrazioni che li conducono a una stazione abbandonata. Qui scoprono che un Dugtrio e un Snorlax si sono ingigantiti senza essere in una Battle Arena, segno che qualcosa di anomalo sta avvenendo. Mentre cercano di capire l’origine del Dynamax selvaggio, incontrano per la prima volta un piccolo e furbo Nickit, seguito da uno Scorbunny ribelle ma curioso, che inizia a prendere in simpatia Goh. Il cucciolo di tipo Fuoco aiuta a risolvere la situazione e rimane colpito dalla determinazione di Goh. Alla fine dell’episodio, mentre Ash e Goh ripartono verso Kanto, Scorbunny inizia a seguirli di nascosto, segnando l’inizio di un legame speciale. |                   |                   |
| 1090                                     | Un Dynamax ingombrante! 「カビゴン巨大化！？ダイマックスの謎！！」 - Mind-Boggling Dynamax! | 15 dicembre 2019  | 26 settembre 2020 |
| 1090                                     | Ash e Goh tornano a Aranciopoli dopo il viaggio nella regione di Galar, ma scoprono che lo Scorbunny incontrato nell’episodio precedente li ha seguiti fino a Kanto e tenta ripetutamente di attirare l’attenzione di Goh, che inizialmente lo ignora. Intanto i due ragazzi vengono incaricati di investigare su un enorme Snorlax che ha assunto la forma Gigamax, bloccando una linea ferroviaria con il suo corpo espanso e ricoperto di vegetazione. Durante l’operazione di contenimento, incontrano per la prima volta anche un Wooloo intento a pascolare tra le piante cresciute sul corpo di Snorlax. Mentre cercano una soluzione prima che il treno arrivi, Scorbunny interviene con entusiasmo per aiutare, guadagnandosi finalmente la fiducia di Goh. Colpito dalla sua tenacia, Goh decide di catturarlo, sancendo l’inizio della loro amicizia e del percorso da Allenatore di Goh. |                   |                   |
| 1091                                     | Tornerò a inseguire Mew! 「ポケモン大量ゲットだぜ！ミュウへの道！！」 - Working My Way Back to Mew! | 22 dicembre 2019  | 3 ottobre 2020    |
| 1091                                     | Goh decide di iniziare la sua missione personale: catturare almeno un esemplare di ogni specie di Pokémon esistente. Come primo obiettivo sceglie i Pokémon di tipo Coleottero della regione di Kanto. Insieme ad Ash, si reca in una foresta vicino ad Aranciopoli dove, con entusiasmo e determinazione, inizia a catturare numerosi esemplari tra cui Caterpie, Weedle, Paras, Venonat, Pinsir, Scyther e molti altri. Alcuni incontri si rivelano impegnativi, ma grazie alla collaborazione con Scorbunny e ai suggerimenti di Ash, Goh riesce nel suo intento. L’episodio segna l’inizio concreto del suo progetto ambizioso di catturare tutti i Pokémon, a partire proprio dai Coleottero di Kanto, ponendo le basi per le sue future esplorazioni. |                   |                   |
| 1092                                     | La Coppa Flauto è servita! 「激闘のホウエン地方！挑戦バトルフロンティア！！」 - Serving Up the Flute Cup! | 29 dicembre 2019  | 10 ottobre 2020   |
| 1092                                     | Ash e Goh si recano nella regione di Hoenn per partecipare alla Coppa Flauto di Vetro, un torneo ufficiale tenuto nel Parco Lotta e dedicato ad Allenatori provenienti da tutta la regione. Ash entra nella competizione con grande entusiasmo e, dopo una serie di battaglie avvincenti, raggiunge la finale dove affronta Hermes, un tenace Allenatore originario di Cuordilava. In uno scontro equilibrato, Ash riesce ad avere la meglio, aggiudicandosi la vittoria del torneo. Nel frattempo, Goh approfitta della permanenza nella regione per ampliare la sua collezione di Pokémon e riesce a catturare un Taillow e tre Wurmple, ognuno con caratteristiche leggermente diverse. L’episodio mostra l’abilità in crescita di entrambi i protagonisti: Ash continua il suo percorso competitivo, mentre Goh prosegue nella sua missione di catturare ogni specie di Pokémon. |                   |                   |
| 1093                                     | La maratona tra gli iceberg di Sinnoh! 「負けるなポッチャマ！シンオウ地方の流氷レース！！」 - The Sinnoh Iceberg Race! | 12 gennaio 2020   | 17 ottobre 2020   |
| 1093                                     | Durante una nuova missione di ricerca, Ash e Goh si dirigono verso una località costiera della regione di Kanto per studiare i Pokémon acquatici nel loro ambiente naturale. Mentre osservano la vita marina, Goh individua un Tentacool che si muove agilmente tra le onde e riesce a catturarlo con successo. Poco dopo, notano un vivace Mantyke che salta fuori dall’acqua inseguendo un banco di Remoraid. Dopo un breve inseguimento e l’intervento di Scorbunny per distrarlo, anche Mantyke viene catturato. L’episodio evidenzia le strategie di cattura di Goh, sempre più abile nell’adattarsi agli habitat dei Pokémon e determinato a completare il suo ambizioso Pokédex. |                   |                   |
| 1094                                     | Incontro con una leggenda! 「あの日の誓い！ジョウト地方のホウオウ伝説！！」 - Finding a Legend! | 19 gennaio 2020   | 24 ottobre 2020   |
| 1094                                     | Durante una nuova spedizione nella regione di Johto, Goh si dedica alla cattura di Pokémon tipici di quella zona per arricchire la sua collezione. Inizialmente, individua un vivace Sentret che si muove agilmente tra gli alberi della foresta e lo cattura con successo. Proseguendo l’esplorazione, si imbatte in uno Misdreavus, un Pokémon fantasma nascosto tra le ombre, che riesce a sorprendere e aggiungere al suo Pokédex. Infine, durante una passeggiata nelle praterie, Goh incontra uno Stantler maestoso che corre libero e, dopo una breve battuta di caccia, lo cattura. L’episodio mostra la crescente abilità di Goh nell’individuare e catturare Pokémon rari e diversi, sottolineando il suo impegno nel completare il Pokédex. |                   |                   |
| 1095                                     | A lezione di volo! 「カイリューの楽園、ハクリューの試練！」 - A Test in Paradise! | 26 gennaio 2020   | 31 ottobre 2020   |
| 1095                                     | Ash e Goh si recano su una misteriosa isola di cui si raccontano leggende secondo cui è popolata da Dragonite che salvano le persone disperse in mare. I due ragazzi decidono di indagare sul fenomeno e, esplorando l’isola, assistono a diversi salvataggi compiuti dai maestosi Pokémon drago. Nel corso dell’episodio, Goh riesce a catturare un Dewgong mentre Ash stringe un legame speciale con un Dragonair che, evolvendosi in Dragonite, dimostra le sue abilità in volo e nell’uso della mossa Dragodanza. Grazie a questa evoluzione, Ash riesce a collaborare con il suo nuovo Dragonite per proteggere l’isola e i suoi abitanti, rafforzando il rapporto tra Allenatore e Pokémon.. |                   |                   |
| 1096                                     | Migliori amici, peggior incubo! 「コハルとワンパチと、時々、ゲンガー」 - Best Friend...Worst Nightmare! | 2 febbraio 2020   | 7 novembre 2020   |
| 1096                                     | Tutti e tre gli Wurmple di Goh iniziano improvvisamente a evolversi contemporaneamente, trasformandosi in Cascoon. Nel frattempo, al Laboratorio Cerasa, un misterioso Gengar fa la sua comparsa, seminando il panico tra gli scienziati e i ricercatori presenti. Il Pokémon spettro sfrutta le sue abilità per creare illusioni e sparizioni improvvise, mettendo a dura prova Ash, Goh e il personale del laboratorio. L’episodio si concentra sull’inaspettata evoluzione dei Wurmple e sulla sfida di contenere il caos causato da Gengar, sottolineando l’importanza della collaborazione tra i protagonisti per ristabilire la calma e garantire la sicurezza del Centro di Ricerca.. |                   |                   |
| 1097                                     | Scontro tra titani! 「ダイマックスバトル！最強王者ダンデ！！」 - Flash of the Titans! | 9 febbraio 2020   | 14 novembre 2020  |
| 1097                                     | Ash e Goh si recano a Wyndon per assistere alla finale del Campionato Mondiale Pokémon per l'Incoronazione, dove si sfidano Lance e Dandel. Quest'ultimo vince l'incontro, diventando il nuovo campione mondiale. Durante l'evento fanno la loro prima apparizione Dandel, Eternatus, Drednaw e le forme Gigamax di Charizard e Drednaw. Poco dopo la finale, il Team Rocket tenta di catturare un Drednaw da consegnare a Giovanni, ma ne provoca accidentalmente la trasformazione in forma Gigamax, scatenando il caos mentre il Pokémon inizia ad attaccare lo stadio. |                   |                   |
| 1098                                     | La scalata verso il migliore! 「サトシ対ダンデ！最強への道！！」 - The Climb to Be the Very Best! | 16 febbraio 2020  | 21 novembre 2020  |
| 1098                                     | Ash e Goh tentano di fermare il Drednaw in forma Gigamax scatenato accidentalmente dal Team Rocket. Durante lo scontro, il Pikachu di Ash viene avvolto dall’energia Dynamax, assumendo a sua volta la forma Gigamax. Seguendo un consiglio di Dandel, Ash fa usare a Pikachu la mossa Gigamax «Gigapikafolgori», riuscendo così a sconfiggere Drednaw. Il giorno seguente, Goh cattura uno Skwovet e spiega ad Ash le regole dei PWC, poiché Ash vuole sfidare il nuovo campione. Dandel si presenta davanti a loro, accetta la sfida di Ash e gli dona un polsino Dynamax. Ash perde la lotta, ma decide di partecipare alla prossima edizione della PWC. Nel frattempo, il Team Rocket trova un Chewtle e, dopo aver scoperto tramite il loro Smart Rotom che è la pre-evoluzione di Drednaw, decidono di consegnarlo a Giovanni. |                   |                   |
| 1099                                     | Un raid nelle rovine! 「初イッシュ地方！遺跡でレイドバトル！！」 - Raid Battle in The Ruins! | 23 febbraio 2020  | 28 novembre 2020  |
| 1099                                     | Durante una missione di ricerca nella regione di Unima, Goh si dedica alla cattura di nuovi Pokémon per il suo Pokédex. Mentre esplora un'area desertica, riesce a catturare un energico Sandile e un imponente Darmanitan nella sua forma standard. Proseguendo l'esplorazione, si imbatte in un gigantesco Golurk nascosto in una rovina antica. Dopo una battaglia intensa, Goh riesce a catturarlo, aggiungendo così un altro raro Pokémon di tipo Spettro/Terra alla sua squadra. L’episodio mette in evidenza le abilità in crescita di Goh come Allenatore e la sua determinazione nel completare il Pokédex. |                   |                   |
| 1100                                     | Giornata di ricerche sulla neve! 「雪の日、カラカラのホネはどこ？」 - A Snow Day for Searching! | 1º marzo 2020     | 5 dicembre 2020   |
| 1100                                     | Durante una nevicata a Vermilion City, Goh torna a casa per visitare la famiglia e, mentre si trova in un parco, si imbatte in un Cubone in lacrime, derubato del proprio osso da un gruppo di Mankey. Toccato dal dolore del Pokémon e dalla sua determinazione nel volerlo recuperare, Goh decide di aiutarlo. Dopo aver interrogato alcuni Pokémon del parco con l'aiuto di Scorbunny e altri suoi compagni, Goh scopre che l'osso è stato accidentalmente gettato in un lago ghiacciato da un Fearow. Con l’aiuto di Dewgong, riesce a recuperarlo. Una volta riunito al suo osso, Cubone, riconoscente e legato a Goh per il sostegno ricevuto, accetta di farsi catturare. Goh lo aggiunge così al proprio team. L’episodio evidenzia il lato empatico di Goh e la nascita di un legame autentico con il piccolo Pokémon, frutto non di una semplice cattura ma di un’esperienza condivisa. |                   |                   |
| 1101                                     | Una spaventosa maledizione! 「呪われたサトシ…！」 - A Chilling Curse!. | 12 dicembre 2020  |                   |
| 1101                                     | Ash torna al Laboratorio Cerasa dove, tempo prima, aveva incontrato un misterioso Gengar che aveva seminato il panico tra i ricercatori nell’episodio Migliori amici, peggior incubo!. Dopo aver scoperto che il Pokémon era stato abbandonato dal suo precedente Allenatore, Ash decide di affrontarlo nuovamente per guadagnarsi la sua fiducia. Dopo una lotta intensa e carica di emozioni, Gengar riconosce la determinazione e la sincerità di Ash e accetta di unirsi a lui. Ash lo cattura, aggiungendo così un potente Pokémon di tipo Spettro alla sua squadra. L’episodio segna l’inizio di un nuovo legame tra Allenatore e Pokémon. |                   |                   |
| 1102                                     | La scintilla di oggi, il fuoco di domani! 「ヒバニー、炎のキック！明日に向かって！！」 - Kicking It from Here Into Tomorrow! | 15 marzo 2020     | 19 dicembre 2020  |
| 1102                                     | Lo Scorbunny di Goh si sente frustrato dopo essere stato preso in giro dal recente compagno di squadra, Darmanitan, per non conoscere alcuna mossa di tipo Fuoco. Deciso a migliorarsi, Scorbunny passa l’intero episodio ad allenarsi duramente per imparare la mossa Braciere, ma senza riuscirci. Goh inizialmente non comprende il desiderio di Scorbunny di diventare più forte e lo esorta a non forzarsi. Tuttavia, quando il Team Rocket attacca, Scorbunny si lancia in battaglia per proteggere Goh e gli altri Pokémon. In un momento cruciale, riesce finalmente a usare Braciere calciando con precisione un sassolino incandescente, dimostrando determinazione e crescita. L’evento innesca la sua evoluzione in Raboot, sorprendendo Goh e rafforzando il loro legame. |                   |                   |
| 1103                                     | Destinazione: incoronazione! 「サトシ夢戦！ポケモンワールドチャンピオンシップス！！」 - Destination: Coronation! | 22 marzo 2020     | 26 dicembre 2020  |
| 1103                                     | Ash Ash Ketchum affronta la sua prima sfida del Torneo Mondiale per l'Incoronazione contro Visquez, nuova Capopalestra di Aranciopoli in sostituzione di Lt. Surge. La sfida è un 2 contro 2: il suo Gengar sconfigge il Raichu di Visquez, ma viene poi battuto da Electrode. Tocca quindi a Pikachu concludere il match, riuscendo a sconfiggere Electrode nonostante la difficoltà. Grazie alla vittoria, Ash sale al ranking 3763º del torneo. Nel frattempo, Goh cattura uno Spearow, aggiungendolo al suo Pokédex. |                   |                   |
| 1104                                     | Un talento per l'imitazione! 「ワタシはメタモン！」 - A Talent for Imitation! | 29 marzo 2020     | 2 gennaio 2021    |
| 1104                                     | Ash e Goh sono entusiasti di assistere alle riprese di un nuovo film Pokémon. Arrivati sul set, incontrano una star molto particolare: un Ditto, celebre per le sue doti di trasformazione, ma afflitto da un forte blocco emotivo e dalla paura di esibirsi davanti alla telecamera. Durante il suo tentativo di imitare altri Pokémon, Ditto ha un attacco di panico e fugge dal set. Nel caos, finisce per essere catturato dal Team Rocket, che lo vede come un’ottima preda da sfruttare. Tuttavia, Jessie, mossa da una passione per la recitazione, instaura un legame empatico con Ditto e decide di aiutarlo a superare la paura. Insieme, lavorano su una soluzione: far sì che Ditto impari a riprendersi con un gesto simbolico — darsi un buffetto sul viso — che lo aiuta a calmarsi e ad acquisire fiducia. Grazie a questo stratagemma, Ditto torna sul set con sicurezza e riesce a trasformarsi in modo spettacolare, dando vita a una performance di grande successo. La troupe è entusiasta, mentre Jessie, con un velo di nostalgia, augura a Ditto buona fortuna per il futuro, come se fossero colleghe nello stesso mondo dello spettacolo. Nel corso dell’episodio, nella scena finale o nei titoli di coda, emerge che Goh cattura un Rattata. |                   |                   |
| 1105                                     | Quando nascono i sogni! 「夢へ向かってゴー！サトシとゴウ！！」 - Dreams Are Made of These! | 5 aprile 2020     | 9 gennaio 2021    |
| 1105                                     | Ash e Goh partecipano come guide all'evento di orientamento organizzato dal Professor Sakuragi. Durante l'evento, Ash vince il suo secondo incontro del PWC contro Seiya di Fiordoropoli, arrivando alla posizione 1512 del ranking. Nel mentre, Goh cattura un Pidgey, una Nidoran♀, un Nidoran♂, un Oddish, un Poliwag, un Grimer, un Ekans e un Farfetch'd. Alla fine dell'evento, i loro Pikachu e Raboot e lo Yamper di Chloe vengono rapiti dal Team Rocket, ma vengono poi liberati da Lugia, che si rivelerà essere Mew trasformatosi in esso. |                   |                   |
| 1106                                     | Un mistero di cui prendersi cura! 「とどけ波導！サトシと不思議なタマゴ！！」 - Caring for a Mystery! | 12 aprile 2020    | 16 gennaio 2021   |
| 1106                                     | Durante il loro viaggio, Ash riceve un uovo Pokémon dall'infermiera Joy, che decide di affidargli questa importante responsabilità. Ash si prende cura dell’uovo con grande attenzione e, dopo aver affrontato una dura battaglia contro un altro Allenatore, riesce a vincere. Proprio in seguito a questa vittoria, l’uovo si schiude, rivelando un piccolo e vivace Riolu che diventa ufficialmente parte del team di Ash. Nel frattempo, Goh continua la sua missione di cattura con determinazione e aggiunge un nuovo Pokémon al suo Pokédex: un Exeggcute. Entrambi gli Allenatori proseguono il loro cammino tra sfide, catture e nuove esperienze nel vasto mondo dei Pokémon, rafforzando la loro amicizia e la loro passione. |                   |                   |
| 1107                                     | Arrivederci, amico! 「さよなら、ラビフット！」 - Goodbye, Friend! | 19 aprile 2020    | 23 gennaio 2021   |
| 1107                                     | Dopo l’evoluzione, l’atteggiamento freddo di crea problemi a Goh, che fatica a comunicare con il suo Pokémon. Durante una gara di ballo contro dei Loudred selvatici, Goh lo aiuta a migliorare, ma pensa comunque di lasciarlo con i suoi nuovi amici per il distacco emotivo. Ash gli chiede se ha parlato con Raboot, e questa domanda fa riflettere Goh. Quando il treno sta per partire, Goh si pente della sua decisione, ma Raboot è già salito a bordo. Fortunatamente, il Pokémon raggiunge il suo Allenatore, confermando il loro legame indissolubile. |                   |                   |
| 1108                                     | Panico nel parco! 「大パニック！サクラギパーク！！」 - Panic in the Park! | 7 giugno 2020     | 30 gennaio 2021   |
| 1108                                     | II Pokémon di Goh cominciano a litigare perché il loro cibo scompare misteriosamente. Nel caos, il sigillo di Golurk, un Pokémon particolarmente potente, si stacca improvvisamente, facendolo perdere il controllo e diventare pericoloso. Questa situazione minaccia i tre Cascoon di Goh, che stanno per evolversi. Grazie all’intervento di Goh e Ash, il problema viene risolto tempestivamente, permettendo ai tre Cascoon di completare la loro evoluzione in Dustox. L’episodio mostra l’importanza del controllo e della fiducia tra Allenatori e Pokémon. |                   |                   |
| 1109                                     | Relax e riposo per il Team Rocket! 「休め！ロケット団！！」 - A Little Rocket R & R! | 14 giugno 2020    | 6 febbraio 2021   |
| 1109                                     | Goh cattura un Goldeen, un Magikarp e un Magikarp molto più grande del normale. |                   |                   |
| 1110                                     | Festival con ritrovo a sorpresa! 「命爆発バトルフェス！VSメガルカリオ！！」 - A Festival Reunion! | 21 giugno 2020    | 20 febbraio 2021  |
| 1110                                     | Ash e Goh si recano a Yantaropoli nella regione di Kalos, dove Ash partecipa a un festival di lotta collegato al Torneo Mondiale per l'Incoronazione. Vincendo tre incontri consecutivi, Ash si piazza al 1022º posto nel ranking. Durante il torneo incontra nuovamente Ornella, la capopalestra di Yantaropoli, e affronta una sfida 2 contro 2. Il suo Gengar perde contro il Lucario di Ornella, ma il suo Dragonite sconfigge sia Mienshao che il MegaLucario di Ornella. Grazie alla vittoria, Ash sale al 921º posto, entrando nella Classe Mega. Nel frattempo, Goh cattura un Binacle, un Phantump, uno Scatterbug, un Fletchling e quattro Flabébé di vari colori, tranne quello bianco. |                   |                   |
| 1111                                     | Un salto in alto per la corona! 「はねろ！コイキング」 - Splash, Dash, and Smash for the Crown!L'incoronazione di Slowking! 「かぶれ！ヤドキング」 - Slowking's Crowning! | 28 giugno 2020    | 27 febbraio 2021  |
| 1111                                     | Durante il primo segmento dell’episodio speciale Splash, Dash, and Smash for the Crown!, Goh scopre un torneo dedicato ai Magikarp, ispirato al gioco per smartphone Magikarp Jump, in cui i partecipanti si sfidano in competizioni di salto in altezza. Goh decide di iscrivere il suo Magikarp, ma si accorge che il Pokémon ha preso peso ed è fuori forma. Insieme ad Ash e Pikachu, inizia un intenso programma di allenamento per rimetterlo in forma, tra esercizi di resistenza e salti progressivi. Dopo una serie di gag e scene comiche in stile montaggio sportivo, il Magikarp di Goh riesce a migliorare notevolmente le sue prestazioni. Nella finale, Goh affronta Kasukarp, l’arrogante campione del torneo, che possiede un raro Magikarp cromatico di nome Shinegoldie. Dopo un lungo confronto, il Magikarp di Goh effettua un salto così potente da finire nello spazio, superando ogni record. Tuttavia, non essendo mai ricaduto al suolo, Goh viene squalificato secondo il regolamento della gara. L’episodio, dal tono umoristico e surreale, mette in risalto l’importanza della dedizione, dell’allenamento e del legame tra Allenatore e Pokémon, anche in contesti apparentemente semplici e leggeri.                                     |                   |                   |
| 1112                                     | Tenere duro! 「英雄伝説！ダンデ最強バトル！！」 - Toughing it Out! | 5 luglio 2020     | 6 marzo 2021      |
| 1112                                     | I nostri eroi tornano a Galar, dove assistono allo scontro tra Laburno con il suo Duraludon e Dandel con il suo Charizard, che si conclude con la vittoria di Dandel. L’episodio segna la prima apparizione di Sobble, Duraludon, Duraludon Gigamax, il Farfetch’d (forma di Galar), Indeedee maschile e femminile, oltre ai personaggi Rose (Allenatore), Sonia (ricercatrice) e Laburno. Ash cattura un Farfetch’d (forma di Galar), mentre il suo Riolu dimostra i miglioramenti ottenuti con nuove mosse, come Doppioteam e Contropiede, frutto di intensi allenamenti. |                   |                   |
| 1113                                     | Sobble strappalacrime! 「めそめそメッソン」 - Sobbing Sobble! | 12 luglio 2020    | 13 marzo 2021     |
| 1113                                     | Goh cattura un Sobble, il Pokémon iniziale di tipo Acqua della regione di Galar, noto per la sua natura timida e le sue abilità uniche in battaglia. Nel corso delle avventure, un misterioso Morpeko inizia a seguire il Team Rocket, mostrando un comportamento insolito e creando situazioni comiche e imprevedibili. L’episodio segna inoltre la prima apparizione di due nuovi Pokémon della regione di Galar: Silicobra, un Pokémon serpente di tipo Terra, e Rookidee, un piccolo Pokémon volante di tipo Volante, entrambi protagonisti di nuove sfide e incontri. Questi eventi arricchiscono il percorso di Goh e Ash, introducendo nuove dinamiche tra Allenatori e Pokémon e ampliando il mondo esplorato durante il viaggio. |                   |                   |
| 1114                                     | C'è un nuovo amico in città! 「パチパチやきもち！ワンパチのきもち」 - There's a New Kid in Town! | 19 luglio 2020    | 20 marzo 2021     |
| 1114                                     | Un Pidove si ferisce gravemente a un’ala dopo essersi accidentalmente schiantato contro la finestra della famiglia Cerasa. Yamper, mostrando grande spirito di protezione e affetto, si prende cura del Pokémon ferito portandolo direttamente alla famiglia per ricevere le necessarie cure. Tuttavia, Yamper si sente trascurato e un po’ geloso dell’attenzione che tutti dedicano a Pidove, temendo di perdere l’affetto dei suoi Allenatori. Nel corso dell’episodio, un Fearow selvatico minaccia Pidove, avendolo inseguito con aggressività. Con coraggio e determinazione, Yamper affronta e sconfigge il Fearow, difendendo il suo amico ferito. Grazie al tempestivo intervento, Pidove guarisce e torna sano e salvo dal suo Allenatore, rafforzando il legame tra i Pokémon e i loro Allenatori. Questo episodio evidenzia temi di amicizia, protezione e crescita personale attraverso le difficoltà. |                   |                   |
| 1115                                     | Fuga di gelosia! 「いやいやピカチュウ、やれやれバリヤード」 - Betrayed, Bothered, and Beleaguered! | 26 luglio 2020    | 27 marzo 2021     |
| 1115                                     | Durante un incontro del Torneo mondiale per l'incoronazione, Ash usa Riolu per affrontare un Electabuzz, riuscendo a vincere e salendo così alla 901ª posizione in classifica. Dopo il match, Ash continua ad allenare Riolu con entusiasmo, trascurando involontariamente Pikachu, che inizia a sentirsi messo da parte. Deluso e geloso, Pikachu abbandona il laboratorio e parte per tornare a Biancavilla, seguito da Mr. Mime che cerca di proteggerlo lungo il cammino. Durante il viaggio, i due affrontano vari ostacoli e pericoli. Intanto, Ash capisce la situazione e corre a cercarlo. Raggiunto Pikachu a destinazione, Ash si scusa sinceramente con lui, e i due si riappacificano. L’episodio mette in evidenza il legame profondo tra Ash e Pikachu, mostrando come la mancanza di attenzioni possa generare incomprensioni anche tra amici inseparabili. |                   |                   |
| 1116                                     | Quoziente di bellezza! 「ヒンバスのきれいなウロコ」 - The Cuteness Quotient! | 2 agosto 2020     | 27 marzo 2021     |
| 1116                                     | Chloe riceve una chiamata dal fratello Parker: la sua amica Jinny è derisa a scuola perché il suo Feebas è considerato brutto. Ash, Goh e Chloe la incontrano e la incoraggiano, scoprendo che Jinny vuole partecipare a una gara per Pokémon di tipo Acqua, ma non sa nuotare. Con l’aiuto di Goldeen e Chloe, Jinny si allena con Feebas e impara a nuotare. Durante l’evento, il Team Rocket tenta di rovinare la gara, ma Feebas, grazie al legame con Jinny e alla sua scaglia speciale, si evolve in Milotic, respingendo i malintenzionati. Jinny conquista il rispetto degli altri e Chloe resta colpita dalla forza del legame tra Allenatore e Pokémon. |                   |                   |
| 1117                                     | Giorno dopo giorno! 「セレビィ 時を超えた約束」 - Time After Time! | 9 agosto 2020     | 3 aprile 2021     |
| 1117                                     | In questo episodio, in cui non compaiono Ash né Pikachu, Goh continua il suo viaggio di cattura e studio dei Pokémon. Durante una missione nella foresta, Goh si imbatte in un branco di Ariados che difendono il loro territorio. Dopo aver osservato attentamente il loro comportamento e aver guadagnato la loro fiducia, Goh riesce a catturarne uno, ampliando così la sua squadra. Poco dopo, Goh incontra anche un Pineco, un Pokémon noto per la sua abilità di mimetizzarsi tra le foglie e per la sua natura riservata. Attraverso pazienza e dedizione, riesce a catturarlo, segnando un’importante tappa nella sua collezione. L’episodio si focalizza interamente sulle capacità di Goh come allenatore e ricercatore, mostrando la sua sensibilità verso i Pokémon selvatici e la sua capacità di instaurare rapporti di fiducia con loro. Inoltre, il titolo fa riferimento a un legame con il Pokémon leggendario Celebi, simbolo del tempo e della natura, suggerendo un tema di connessione tra passato, presente e futuro, anche se l’episodio non vede la sua apparizione diretta |                   |                   |
| 1118                                     | Tanto per scambiare! 「ポケモン交換しませんか？」 - Trade, Borrow, and Steal! | 16 agosto 2020    | 3 aprile 2021     |
| 1118                                     | I nostri eroi partecipano a un evento dedicato allo scambio di Pokémon, dove Allenatori di diverse regioni si incontrano per condividere, scambiare e confrontare le proprie creature. Durante l’evento, Ash affronta in una battaglia l’allenatrice Koromi, originaria della regione di Sinnoh e appassionata di Pokémon di tipo Coleottero. Dopo un combattimento intenso e strategico, Ash riesce a sconfiggerla, salendo al 890º posto nel ranking mondiale degli Allenatori. Nel frattempo, Goh cattura un nuovo Pinsir e, in un gesto di scambio e amicizia, lo scambia con Koromi per il suo Heracross. L’episodio mette in evidenza il valore della collaborazione e dello scambio tra Allenatori, sottolineando come queste interazioni arricchiscano le esperienze di tutti |                   |                   |
| 1119                                     | Solitaria e minacciosa! 「孤高の闘士サイトウ！ オトスパスの脅威！！」 - Solitary and Menacing! | 23 agosto 2020    | 10 aprile 2021    |
| 1119                                     | Prima apparizione di Fabia e di Grapploct. Ash va al Dojo Lotta di Zafferanopoli dove scopre che il maestro è stato sconfitto da Fabia, Capopalestra di Pokémon Lotta della regione di Galar; Ash decide quindi di sfidarla in un incontro ufficiale del PWC, essendo anche lei una partecipante. Sarà una lotta 2 vs. 2 e il primo incontro vede Hawlucha di Fabia, contro il Farfetch'd forma Galar del ragazzo, che viene però sconfitto. Nel secondo incontro Riolu combatte contro Grapploct, ma viene sopraffatto dalla potenza del Pokémon della Capolaestra. Ash scende al 930º posto del ranking. Goh ottiene un Hitmonchan sconfiggendo il Maestro del dojo. |                   |                   |
| 1120                                     | Vuoi acchiappare cosa?! 「セレビィ 時を超えた約束」 - Gotta Catch a What?! | 30 agosto 2020    | 10 aprile 2021    |
| 1120                                     | Goh è determinato a catturare un Pikachu come quello di Ash. Durante una missione, si imbatte in una femmina di Pikachu che riesce a evitare abilmente i continui attacchi del Team Rocket, impegnati come al solito in un piano malvagio per rapire Pokémon. Goh riesce infine a catturarla, ma durante un nuovo scontro con il Team Rocket, la Pikachu femmina si evolve in Raichu, dimostrando una forza e un’agilità sorprendenti. Grazie a questa evoluzione, riesce a fermare definitivamente i piani del Team Rocket, proteggendo sia Goh che gli altri Pokémon coinvolti. L’episodio mette in evidenza il coraggio e la determinazione di Goh, ma anche il legame speciale che può nascere tra Allenatore e Pokémon, capace di far emergere nuove potenzialità nei momenti critici. |                   |                   |
| 1121                                     | Lotte nella sabbia! 「サトシとゴウ、砂地獄から這い上がれ！」 - Making Battles in the Sand! | 6 settembre 2020  | 17 aprile 2021    |
| 1121                                     | Ash partecipa a due combattimenti validi per il Torneo Mondiale per l'Incoronazione (PWC), ma in entrambe le sfide viene sconfitto, scendendo al 1021º posto in classifica e retrocedendo alla Classe Base. Determinato a migliorare, si unisce a Goh e insieme si recano a Ciclamipoli, nella regione di Hoenn, per investigare su una misteriosa tempesta di sabbia che sta causando gravi disagi nella città. Durante l’esplorazione, i due si imbattono in un Trapinch e in un Vibrava, che Goh riesce a catturare, ampliando la sua squadra. Più tardi, affrontano un potente Flygon, ritenuto la fonte della tempesta. Segue una lotta intensa tra Flygon e il Raboot di Goh, al termine della quale Goh cattura il Pokémon leggendario, ponendo fine alla tempesta. Impressionato dalla tenacia e dall’abilità di Goh, Ash decide di superare i suoi fallimenti recenti e affrontare con rinnovata determinazione le sfide del torneo |                   |                   |
| 1122                                     | La mia nuova, vecchia compagnia! 「ただいま、はじめましてアローラ」 - The New Old Gang of Mine! | 13 settembre 2020 | 17 aprile 2021    |
| 1122                                     | Goh fa evolvere il suo Exeggcute in Exeggutor grazie a una Pietrafoglia trovata da Yamper. Ash informa Goh che gli Exeggutor della regione di Alola hanno un aspetto differente rispetto agli esemplari di Kanto. Incuriositi, i due partono per l’isola Mele Mele in Alola. Qui Ash incontra nuovamente il Professor Kukui e la Professoressa Magnolia, che hanno avuto un figlio di nome Keiki. A casa del Professore, Ash ritrova i suoi vecchi Pokémon e si riunisce ai suoi ex compagni Ibis, Kawe, Suiren e Chrys presso la Scuola di Pokémon, mentre Lylia è ancora in viaggio alla ricerca del padre con Iridio e Samina. Goh, che ha catturato un Pyukumuku, fa conoscenza con gli amici di Ash e viene sfidato da Kawe a una lotta con il suo Turtonator. Durante la battaglia, Kawe usa la mossa Z di fuoco Fiammobomba Detonante, che sopraffà Goh e il suo Raboot, portando alla sospensione della lotta. I due si stringono la mano promettendosi una rivincita. Infine, Goh cattura un Exeggutor di Alola e insieme ad Ash fanno ritorno al laboratorio del Professor Cerasa ad Aranciopoli |                   |                   |
| 1123                                     | Rigenerare e rinnovare! 「奇跡の復元、化石のポケモン！」 - Restore and Renew! | 20 settembre 2020 | 24 aprile 2021    |
| 1123                                     | Ash, Goh e Chloe visitano il Museo della Scienza di Plumbeopoli per studiare i Pokémon fossili. Durante l’esplorazione, Goh trova un’ambra antica che consegna al direttore del museo per avviare la rigenerazione di un Pokémon fossile. Durante la notte, il Team Rocket si introduce nel museo con l’intento di rubare l’ambra e il Pokémon rigenerato. Quando il Pokémon, un Aerodactyl, si risveglia, inizia a creare scompiglio, smarrito in un’epoca molto diversa da quella originaria. Ash combatte contro il Team Rocket per proteggerlo, mentre Goh, con l’aiuto del suo Golurk, riesce a calmare Aerodactyl. Successivamente, Goh cattura il Pokémon, completando così una nuova tappa nella sua collezione. L’episodio sottolinea l’importanza della comprensione e della pazienza verso creature provenienti da tempi e ambienti diversi. |                   |                   |
| 1124                                     | Stallo in palestra! 「サトシ対サイトウ！ 攻略たこがため！！」 - Octo-Gridlock at the Gym! | 27 settembre 2020 | 24 aprile 2021    |
| 1124                                     | Ash si reca a Fiorlisopoli, nella regione di Johto, per una rivincita contro Fabia, Capopalestra della città, dopo essere tornato nella Classe Mega (evento avvenuto fuori scena). All’arrivo, Ash trova Fabia impegnata in una lotta contro Furio, il nuovo Capopalestra, che lo riconosce e gli concede di utilizzare la palestra per la sfida. L’incontro tra Ash e Fabia è un doppio 2 contro 2: Pikachu sconfigge l’Hitmontop di Fabia nel primo match, ma poi il suo avversario Grapploct vince contro Pikachu. La sfida finale tra Riolu e Grapploct termina in pareggio, lasciando il risultato aperto. Nel frattempo, Goh cattura un Chinchou, aggiungendo un nuovo Pokémon alla sua squadra. L’episodio evidenzia la crescita strategica di Ash e la sua determinazione nel superare avversari forti. |                   |                   |
| 1125                                     | Un raid crepitante! 「VSサンダー！伝説レイドバトル！！」 - A Crackling Raid Battle! | 9 ottobre 2020    | 1º maggio 2021    |
| 1125                                     | Ash e Goh si imbattono in un'imponente sfida quando si trovano ad affrontare uno Zapdos, il leggendario Pokémon di tipo Elettro e Volante. Durante il raid battle, i due Allenatori uniscono le forze per contrastare la potenza e la velocità di Zapdos, mettendo alla prova le abilità e la strategia dei loro Pokémon. Nel corso della battaglia, il Raboot di Goh apprende la mossa potente e precisa Calciardente, che si rivela fondamentale per tenere testa al leggendario avversario. L’episodio mette in evidenza il lavoro di squadra tra Ash e Goh, nonché la crescita dei loro Pokémon nel superare sfide difficili. |                   |                   |
| 1126                                     | Prova di traduzione Pikachu: 1, 2, 3… 「ピカチュウアテレコ大作戦」 - Pikachu Translation Check!Giù nel fango insieme a te! 「半分ヌマクロー」 - Up To Your Neck! | 16 ottobre 2020   | 1º maggio 2021    |
| 1126                                     | Il Team Rocket è preoccupato perché Meowth è malato di raffreddore, così Jessie e James cercano di capire cosa dice Pikachu. Per farlo, utilizzano un filmato registrato di nascosto e provano a sovrapporre le proprie voci. Jessie interpreta Pikachu come altezzosa e boriosa, mentre James la rende più amichevole, generando un diverbio tra loro. Rivedendo il video, James nota uno sguardo affettuoso di Pikachu e interpreta il suo saluto come un gesto di amicizia verso entrambi. Commossi, Jessie e James dichiarano il loro affetto per Pikachu, mentre Meowth, ancora a letto, resta in silenzio. |                   |                   |
| 1127                                     | Spada e Scudo: Il Bosco Assopito 「ソード＆シールドⅠまどろみの森」 - Sword and Shield, Slumbering Weald! | 23 ottobre 2020   | 8 maggio 2021     |
| 1127                                     | Ash e Goh si recano nella regione di Galar per investigare sul fenomeno del Dynamax, che sembra manifestarsi anche fuori dagli stadi e dalle Terre Selvagge. Durante il viaggio, una fitta nebbia blocca il treno, costringendoli a inoltrarsi nel misterioso Bosco Assopito seguendo un Bunnelby. Nel bosco, Ash e Goh affrontano illusioni dei Pokémon leggendari Zacian e Zamazenta. Nel frattempo, in tutta Galar, numerosi Pokémon iniziano a Dynamaxizzarsi causando danni significativi. Ash combatte contro un Centiskorch in forma Gigamax, una sua prima apparizione, ma incontra difficoltà finché Dandel non interviene aiutandolo a sconfiggere il Pokémon fuori controllo. Goh incontra Sonia e insieme si dirigono alle rovine di Turffield. Infine, Goh cattura un Bunnelby, mentre Ash e Dandel continuano a calmare i Pokémon Dynamax in tutta la regione. Vengono inoltre introdotti Olive, Zacian e Zamazenta. |                   |                   |
| 1128                                     | Spada e Scudo: La notte oscura 「ソード＆シールドⅡブラックナイト」 - Sword and Shield: The Darkest Day! | 30 ottobre 2020   | 8 maggio 2021     |
| 1128                                     | Sonia istruisce Goh sul passato della regione di Galar e sulla leggenda della Notte Oscura, mentre il presidente Rose continua i suoi esperimenti con le particelle Galar, intensificando il fenomeno del Dynamax in tutta la regione. Dandel e Ash affrontano un Coalossal in forma Gigamax, ma poi si separano: Ash rifiuta la proposta di Rose di diventare suo allievo durante un pranzo, mentre Dandel inizia a indagare sulle vere intenzioni del presidente. Goh accompagna Sonia al laboratorio della professoressa Pokémon Flora, dove riceve un polsino Dynamax, quindi si dirigono alle rovine di Latermore. Qui affrontano uno scagnozzo di Rose, che tenta di catturarli, e durante la battaglia il Raboot di Goh assume la forma Dynamax. Durante il combattimento, Raboot cade sopra un murale che nasconde antiche statue. L’episodio vede la prima apparizione di Dreepy, Dragapult, Coalossal e Garbodor in forma Gigamax, e della professoressa Flora. |                   |                   |
| 1129                                     | Spada e Scudo: Da qui a Eternatus 「ソード&シールドⅢ 「ムゲンダイナ」」 - Sword and Shield: From Here to Eternatus! | 6 novembre 2020   | 15 maggio 2021    |
| 1129                                     | All’interno del murale, Goh e Sonia scoprono le statue di due Pokémon leggendari e due uomini, riconoscendo i Pokémon come Zacian e Zamazenta, che insieme a due eroi umani in passato fermarono la Notte Oscura. Nel frattempo, il Raboot di Goh sconfigge il Garbodor di uno scagnozzo di Rose, costringendolo alla fuga. Ash arriva a Knuckleburgh, dove si manifesta un gigantesco raggio viola, e incontra Dandel nel laboratorio di Rose, che conduce esperimenti sul Dynamax. Si scopre che il fenomeno è causato dal Pokémon leggendario Eternatus, imprigionato da Rose per sfruttarne il potere per alimentare Galar. Eternatus si libera e Gigamaxizza il Meowth del Team Rocket. Nel frattempo, Goh e Sonia ritornano nel Bosco Assopito, dove i due Pokémon leggendari li guidano a un santuario per recuperare una spada e uno scudo. Al ritorno a Knuckleburgh, Goh viene fermato da Olive, contro cui inizia una battaglia. Dandel affronta Rose sul tetto nel tentativo di placare Eternatus, mentre Ash lo combatte direttamente. Vengono introdotti Cufant e Copperajah. |                   |                   |
| 1130                                     | Spada e Scudo: Le leggende rivivono! 「ソード＆シールドⅣ 「最強の剣と盾」」 - Sword and Shield: ...The Legends Awaken! | 13 novembre 2020  | 15 maggio 2021    |
| 1130                                     | Il Riolu di Ash e il Raboot di Goh si evolvono rispettivamente in Lucario e Cinderace, imparando le mosse Forzasfera e Palla infuocata. Insieme sconfiggono Rose e Olive. I due raggiungono Dandel sul tetto per aiutarlo nella lotta contro Eternatus, che si trasforma nella sua forma sovrumana Eternamax. Nonostante i loro sforzi, Ash, Goh e Dandel non riescono a fermarlo, finché intervengono Zacian e Zamazenta, che grazie alla spada e allo scudo ritrovati da Goh e Sonia, assumono le forme di Re delle Spade e Re degli Scudi. Eternamax viene sconfitto e catturato, ponendo fine alla Notte Oscura. Eternatus viene sigillato sottoterra, mentre Rose e Olive fuggono. Sonia diventa professoressa Pokémon, e Ash e Goh riportano la spada e lo scudo al santuario del Bosco Assopito. Viene introdotto Yamask forma Galar. |                   |                   |
| 1131                                     | Un'avventura oltre le aspettative! 「ソバトル＆ゲット！ミュウツーの復活」 - Getting More Than You Battled For! | 20 novembre 2020  | 22 maggio 2021    |
| 1131                                     | Durante un viaggio, Ash e Goh hanno un incontro straordinario con il Pokémon leggendario Mewtwo. Nel corso dell’episodio, i due Allenatori affrontano le sfide legate alla presenza di questo potente Pokémon. Contemporaneamente, Goh cattura due nuovi Pokémon, un Mankey e un Krabby, ampliando così la sua squadra. L’episodio esplora l’emozione e la sorpresa di un incontro con una leggenda vivente, mostrando anche la determinazione di Goh nel rafforzare la propria collezione. |                   |                   |
| 1132                                     | Il campione delle abbuffate! 「ポケモンチャンピオン！大食い王決定戦！！」 - Crowning the Chow Crusher! | 27 novembre 2020  | 29 maggio 2021    |
| 1132                                     | Durante una gara di mangia-cibo, Goh e i suoi amici partecipano a una competizione all’insegna dell’appetito e della determinazione. Nel corso della sfida, lo Skwovet di Goh dimostra una resistenza e una forza incredibili, riuscendo a superare i suoi limiti e a evolversi in Greedent. L’episodio mette in evidenza il legame tra Allenatore e Pokémon, la crescita personale e il valore della perseveranza, mostrando come anche momenti di svago possano portare a importanti progressi nella formazione dei Pokémon. |                   |                   |
| 1133                                     | Ci siete andati vicino o quasi! 「ほぼほぼピカチュウ危機一髪！」 - A Close Call... Practically! | 4 dicembre 2020   | 5 giugno 2021     |
| 1133                                     | Il Team Rocket orchestra un piano per rapire il Pikachu di Ash, sostituendolo con un sosia robotico con l’intento di ingannare il ragazzo e portare a termine il loro furto. Tuttavia, il piano si rivela più complicato del previsto, poiché Lucario e Cinderace, i Pokémon evoluti di Ash e Goh, intervengono prontamente per difendere Pikachu e sventare l’inganno. Durante l’episodio, il Team Rocket deve affrontare numerose difficoltà e imprevisti che mettono a dura prova la loro strategia, mentre Ash e i suoi amici dimostrano ancora una volta il forte legame con i loro Pokémon e la loro determinazione a proteggerli. Alla fine, il piano fallisce, e Pikachu resta al fianco di Ash |                   |                   |

## Pokémon: Serie Esplorazioni Master

Logo italiano della seconda serie

Negli Stati Uniti la ventiquattresima stagione, annunciata il 6 maggio 2021 dal sito ufficiale, è denominata Pokémon Master Journeys: The Series. La serie è stata distribuita su Netflix suddivisa in tre blocchi: il primo, pubblicato il 10 settembre 2021, comprende 12 episodi (ep. 1-12); il secondo, uscito il 21 gennaio 2022, contiene 15 episodi (ep. 13-27); infine, il terzo blocco, rilasciato il 26 maggio 2022, comprende anch’esso 15 episodi (ep. 28-42).
In Italia, annunciata il 6 maggio 2021 dal sito ufficiale italiano, la ventiquattresima stagione prende il nome di Pokémon: Serie Esplorazioni Master. La trasmissione della stagione, inizialmente prevista per l’estate 2021, e poi indicata entro la fine dell’anno, è iniziata su K2 l’11 settembre 2021, con un episodio a settimana; per la première e per la conclusione della stagione sono stati trasmessi due episodi. L’episodio 1177 (n. 40), saltato nella programmazione originale, è stato recuperato il 22 luglio 2022 in prima mattinata.
| Nº                                              | Titolo italiano Giapponese 「Kanji」 - Rōmaji | In onda           | In onda           |
| Nº                                              | Titolo italiano Giapponese 「Kanji」 - Rōmaji | Giapponese        | Italiano          |
| Pokémon: Serie Esplorazioni Master (42 episodi) | |                   |                   |
| 1134                                            | Allenare o non allenare? 「コハルと不思議な不思議なイーブイ！」 - To Train, or Not to Train! | 11 dicembre 2020  | 11 settembre 2021 |
| 1134                                            | Durante una tranquilla giornata, Chloe si imbatte in un curioso Eevee selvatico, attirata dalla sua natura enigmatica e dal suo potenziale ancora inesplorato. Mentre osserva il Pokémon, Chloe riflette sul significato dell’allenamento e sul rapporto tra Allenatore e Pokémon, chiedendosi se spingere un Pokémon a migliorarsi sia sempre la scelta migliore. Nel corso dell’episodio, Chloe inizia a creare un legame speciale con Eevee, decidendo di catturarlo e di prendersi cura di lui senza forzarlo, valorizzandone l’unicità e il carattere. Questo episodio pone l’accento sull’importanza della pazienza, dell’empatia e della comprensione reciproca nel cammino di crescita tra Allenatore e Pokémon |                   |                   |
| 1135                                            | Un po' di questo e un po' di quello! 「ガラルの化石！がっちゃんこ！！」 - A Pinch of This, a Pinch of That! | 8 gennaio 2021    | 11 settembre 2021 |
| 1135                                            | Durante una spedizione alla ricerca di Pokémon fossili nella regione di Galar, Ash si imbatte in un raro esemplare di Dracovish, un Pokémon risultante dalla combinazione di fossili diversi. Grazie alla sua prontezza e determinazione, Ash riesce a catturarlo, aggiungendolo alla sua squadra. Nel frattempo, Goh trova e cattura due Pokémon fossili, Boldore e Arctozolt, due creature dal caratteristico aspetto preistorico e dalla potenza sorprendente. L’episodio segna inoltre la prima apparizione degli insoliti Pokémon fossili Arctovish e Dracozolt, ampliando il panorama delle creature preistoriche conosciute. L’episodio sottolinea l’importanza della scoperta e della collaborazione tra Allenatori per esplorare il passato dei Pokémon. |                   |                   |
| 1136                                            | Le sfide di un maestro in erba! 「カモネギ大いなる試練！」 - Trials of a Budding Master! | 15 gennaio 2021   | 18 settembre 2021 |
| 1136                                            | Dopo un aggiornamento sul suo posizionamento nel Pokémon World Coronation, che lo vede al 415º posto, Ash e Goh raggiungono il Tunnel Roccioso per nuove avventure. Qui Ash viene sfidato da Genba, un altro partecipante al PWC, e grazie alla sua abilità riesce a vincere, migliorando la sua posizione al 381º posto. Poco dopo, un misterioso allenatore di nome Rinto si presenta insieme al suo Gallade e sfida Ash, sconfiggendo il suo Farfetch’d. Rinto promette che si affronteranno nuovamente quando Farfetch’d sarà più forte, alimentando la determinazione di Ash. Nel frattempo, Goh cattura un Geodude, arricchendo la sua collezione di Pokémon rocciosi. L’episodio mette in evidenza la crescita personale, la rivalità sana e l’importanza dell’allenamento costante. |                   |                   |
| 1137                                            | Una ricerca sul campo! 「農業体験！ディグダはどこだ！？」 - How Are You Gonna Keep 'Em Off of the Farm? | 22 gennaio 2021   | 25 settembre 2021 |
| 1137                                            | Durante una visita a una fattoria, Goh si impegna in una ricerca sul campo per aiutare il proprietario dei terreni, il signor Endo, a risolvere un problema con i Pokémon che danneggiano i raccolti. Nel corso dell’episodio, Goh cattura un Diglett e un Dugtrio, due Pokémon che si dimostrano fondamentali per proteggere i campi. Con la collaborazione di questi Pokémon, il signor Endo riesce a preservare il suo raccolto, mentre Goh riflette sull’importanza di comprendere e rispettare l’ambiente e la vita dei Pokémon selvatici. L’episodio sottolinea il valore dell’aiuto reciproco e del lavoro sul campo come parte integrante dell’esperienza di un Allenatore. |                   |                   |
| 1138                                            | Guarire chi guarisce! 「伝説ゲット！？水の守護神スイクンを探せ！！」 - Healing the Healer! | 29 gennaio 2021   | 2 ottobre 2021    |
| 1138                                            | Durante una spedizione, Goh cattura un Drowzee e incontra il leggendario Suicune, il guardiano delle acque pure. Dopo aver stabilito un legame di fiducia, Suicune sceglie di unirsi a Goh, preferendo viaggiare insieme a lui piuttosto che restare al laboratorio del Professor Sakuragi. Suicune continua così la sua missione di purificare le acque del pianeta, accompagnato dall’affetto e dall’aiuto di Goh. L’episodio evidenzia il rispetto per la natura e la responsabilità degli Allenatori nel preservare l’ambiente, mostrando un forte legame tra uomo e Pokémon leggendario |                   |                   |
| 1139                                            | Sobble e la strategia furtiva! 「メッソン・イン・ポッシブル！」 - Sobble Spies a Stealthy Strategy! | 5 febbraio 2021   | 9 ottobre 2021    |
| 1139                                            | Durante una nuova avventura, il Sobble di Goh dimostra la sua crescente abilità imparando la mossa strategica Retromarcia, che gli consente di ritirarsi rapidamente dagli scontri per riorganizzare le proprie tattiche. Nel corso dell’episodio avviene la prima apparizione di Inteleon, la forma evoluta di Sobble, simbolo della crescita e del potenziale nascosto di questo Pokémon. L’episodio mette in evidenza l’importanza della strategia e della preparazione nelle battaglie Pokémon, oltre a sottolineare il legame sempre più profondo tra Goh e i suoi compagni.. |                   |                   |
| 1140                                            | La favola nel Bosco Brillabirinto! 「君とルミナスメイズの森の物語！？」 - The Tale of You and Glimwood Tangle! | 12 febbraio 2021  | 16 ottobre 2021   |
| 1140                                            | Durante una visita al misterioso Bosco Brillabirinto, Goh esplora le sue meraviglie naturali e cattura un Morelull, un Pokémon noto per le sue luci soffuse che illuminano le foreste. In questo ambiente incantato, Goh incontra Poppy e Impidimp, personaggi che aggiungono colore alla storia. Vengono inoltre introdotte le forme regionali di Ponyta e Rapidash di Galar, che si distinguono per il loro aspetto unico e i loro poteri particolari. L’episodio celebra la diversità dei Pokémon e la magia dei luoghi inesplorati, sottolineando il legame di Goh con il mondo naturale e la sua curiosità inesauribile. |                   |                   |
| 1141                                            | In cerca di cavalleria! 「四天王ガンピ！騎士道の館！！」 - Searching for Chivalry! | 19 febbraio 2021  | 23 ottobre 2021   |
| 1141                                            | Durante il loro viaggio nella regione di Kalos, Ash e Goh incontrano Timeus, membro del Superquattro locale, che li sottopone a tre difficili prove per dimostrare il loro valore e diventare veri cavalieri. Nel corso delle sfide, il Farfetch’d di Ash impara la mossa Individua, migliorando le sue capacità in battaglia. Intanto, il Scyther di Goh si evolve in Scizor, mostrando una crescita significativa nella forza e nell’agilità. L’episodio mette in luce temi di coraggio, onore e crescita personale, rafforzando il legame tra Allenatori e Pokémon. |                   |                   |
| 1142                                            | Ricordi di una gentilezza che scalda il cuore! 「恋はコダック」 - Memories of a Warming Kindness! | 26 febbraio 2021  | 30 ottobre 2021   |
| 1142                                            | In una fredda giornata invernale ad Aranciopoli, Chrysa invita Chloe a trascorrere una serata insieme. Durante il tempo passato a casa sua, Chrysa mostra a Chloe una collezione di gadget di Psyduck e racconta un ricordo speciale: anni prima, quando era scoraggiata per aver perso dei documenti, incontrò un giovane con il suo Psyduck dalla sciarpa. Per consolare il Pokémon triste, Chrysa riattaccò la sciarpa e insieme giocarono, creando un pupazzo di neve e scattando una foto che le ha sempre dato speranza. Il giorno seguente, Ash e Goh tornano a Aranciopoli dopo una ricerca di Pokémon di tipo Ghiaccio e incontrano un giovane con un Psyduck con mal di testa. Seguendo Chloe, tutti si riuniscono al laboratorio Cerise dove Chrysa e Psyduck si ritrovano commossi, rafforzando così la loro amicizia. |                   |                   |
| 1143                                            | Rotolando per la città! 「パニック！ゴクリン球！！」 - A Rollicking Roll…Con gli occhi al traguardo! 「カモンカムカメカメレース！」 - Eyes on the Goal! | 5 marzo 2021      | 6 novembre 2021   |
| 1143                                            | Ash e Goh si trovano coinvolti in due situazioni parallele a Vermilion City. Nel primo segmento, un gruppo di Gulpin rilasciati accidentalmente dalla macchina Rocket Prize Master di Team Rocket si attacca a vari oggetti e persone, formando una gigantesca palla rotolante che coinvolge anche Ash, Goh e altri Pokémon come Alakazam. Il caos si conclude quando Alakazam utilizza la mossa Psichico per sollevare la palla, permettendo ai protagonisti di liberarsi grazie all'uso di Gastroacido da parte dei Gulpin. Nel secondo segmento, Meowth e Wobbuffet seguono un Chewtle che si scontra con un Turtwig, dando inizio a una gara tra i due Pokémon tartaruga. La competizione culmina con la vittoria di Chewtle, che si dimostra più veloce di Turtwig.liamsadventures. L'episodio offre un mix di situazioni comiche e dinamiche tra i personaggi, evidenziando l'imprevedibilità delle avventure dei protagonisti. |                   |                   |
| 1144                                            | Casa, non dolce casa! 「迷子のサルノリ！トレーナーは誰だ！？」 - When a House is Not a Home! | 12 marzo 2021     | 13 novembre 2021  |
| 1144                                            | Goh cattura un Grookey, il Pokémon scimmia di tipo Erba della regione di Galar. Durante l'episodio, Goh e Ash incontrano un Rillaboom, la forma evoluta finale di Grookey, che si distingue per la sua forza e abilità nel battere il tamburo. Questa apparizione segna l'introduzione di Rillaboom nell'anime. Goh, riconoscendo il potenziale di Grookey, decide di prenderlo con sé, intraprendendo un nuovo capitolo nel suo viaggio di allenatore. L'episodio esplora temi di crescita e connessione tra allenatore e Pokémon, evidenziando l'importanza di fiducia e comprensione reciproca. |                   |                   |
| 1145                                            | Oltre la cavalleria per diventare Maestro di Gambo! 「めざせネギマスター！つらぬけ騎士道！！」 - Beyond Chivalry... Aiming to be a Leek Master! | 19 marzo 2021     | 20 novembre 2021  |
| 1145                                            | Ash e Goh si recano al Castello della Cavalleria nella regione di Kalos, dove il membro del Superquattro Wikstrom offre un addestramento speciale per i Pokémon e i loro allenatori. Ash porta il suo Farfetch'd di Galar, mentre Goh si allena con il suo Scyther. Dopo un periodo di allenamento, Ash e Rinto, un allenatore con un Gallade, si sfidano in una battaglia ufficiale del World Coronation Series. Ash vince grazie alla determinazione del suo Farfetch'd, che si evolve in Sirfetch'd. Con questa vittoria, Ash sale alla 184ª posizione nel ranking. Nel frattempo, Goh cattura un Bellsprout |                   |                   |
| 1146                                            | Servizio riparazioni con sorriso! 「まるっとおまかせ！プラスルマイナン便利屋さん！！」 - Searching for Service with a Smile! | 9 aprile 2021     | 27 novembre 2021  |
| 1146                                            | Ash e Goh si trovano a indagare su un gruppo di Diglett e Dugtrio che stanno danneggiando i raccolti di un agricoltore. Durante la visita alla fattoria, incontrano un giovane Grookey che si è smarrito e sembra non voler tornare a casa. Goh decide di prendersi cura di lui, cercando di scoprire a chi appartiene. Nel frattempo, Ash e Goh affrontano diverse sfide per aiutare l'agricoltore a risolvere il problema causato dai Diglett e Dugtrio. Alla fine, Grookey si affeziona a Goh, che lo cattura come suo nuovo compagno. Questo episodio esplora temi di responsabilità e cura verso i Pokémon smarriti, mostrando come Goh si impegna per aiutare Grookey a trovare il suo posto nel mondo. |                   |                   |
| 1147                                            | Distanti, ma vicini! 「じめじめジメレオン」 - Not Too Close for Comfort! | 16 aprile 2021    | 4 dicembre 2021   |
| 1147                                            | il Sobble di Goh si evolve in Drizzile. Questa evoluzione segna un cambiamento significativo nel comportamento del Pokémon: inizialmente timido e introverso, Drizzile diventa più distante e introspettivo, mostrando segni di tristezza e solitudine. Goh, preoccupato per il suo compagno, cerca di comprendere le sue emozioni e di ristabilire il legame tra loro. Il Drizzile di Goh diventa più introverso e distante, riflettendo un cambiamento nella sua personalità. |                   |                   |
| 1148                                            | Sulla terra, nel mare e verso il futuro! 「挑戦！ポケモンマリンアスレチック！！」 - On Land, In the Sea, and to the Future! | 23 aprile 2021    | 11 dicembre 2021  |
| 1148                                            | In una serata fredda, Chloe arriva al laboratorio del professor Sakuragi e trova Chrysa che sta per uscire. Decidono di passare una serata insieme, ma durante la serata, Chloe trova una foto di Chrysa insieme a un uomo e a un Psyduck. Scoprono che Chrysa ha dei sentimenti per quell'uomo e per il suo Psyduck. Chloe decide di aiutarli a riunirsi.Serebii.net Forums Nel frattempo, Ash e Goh cercano Pokémon di tipo Ghiaccio, ma non riescono a trovarne. Si dirigono a mangiare e incontrano casualmente l'uomo misterioso e il suo Psyduck. Raccontano a Chloe dell'incontro, e lei conferma che si tratta dello stesso uomo e Psyduck che aveva incontrato anni prima. Dopo alcune difficoltà, riescono a ritrovare l'uomo e il Psyduck e portarli da Chrysa, che è felicissima di rivederli. Questo episodio esplora temi di amicizia e connessione tra esseri umani e Pokémon, mostrando come i legami possano superare il tempo e le difficoltà. |                   |                   |
| 1149                                            | Absol è innocente! 「嫌われたアブソル」 - Absol Absolved! | 30 aprile 2021    | 18 dicembre 2021  |
| 1149                                            | Goh e Ash si recano nella regione di Hoenn, dopo che alcuni abitanti del Monte Corona hanno segnalato uno strano fenomeno: le sorgenti termali della zona si stanno prosciugando, causando preoccupazione nella popolazione locale. Sul posto, i due Allenatori scoprono che il Pokémon Absol è stato ingiustamente accusato di essere la causa del problema, a causa della sua fama legata a disastri imminenti. Tuttavia, Goh è determinato a scoprire la verità. Dopo un'attenta indagine e l'intervento di Absol stesso, si scopre che il prosciugamento è dovuto a un blocco di massi che ostruisce il flusso dell'acqua sotterranea. Goh riesce ad aiutare Absol a liberare il passaggio, dimostrando così la sua innocenza agli abitanti del villaggio. In segno di fiducia e rispetto, Absol accetta di essere catturato da Goh, diventando un nuovo membro della sua squadra. |                   |                   |
| 1150                                            | Scontro tra draghi! 「ドラゴンバトル！サトシ VSアイリス！！」 - Thrash of the Titans! | 7 maggio 2021     | 25 dicembre 2021  |
| 1150                                            | Ash riceve un invito da Iris, sua ex compagna di viaggio nella regione di Unima, per disputare una Rank Battle valida per il Campionato mondiale per l'incoronazione dei Pokémon. Ash si reca a Boreduopoli insieme a Goh, che coglie l’occasione per catturare un Pansear e un Panpour. Giunti alla Palestra di Boreduopoli, i due incontrano Aristide e Iris, che nel frattempo è diventata la nuova Campionessa della Lega di Unima. Il combattimento ha inizio con un intenso scontro tra i rispettivi Dragonite: quello di Ash si trova subito in difficoltà e viene sostituito da Dracovish, che riesce a sconfiggere il Dragonite avversario con un potente Gelodenti. Iris manda allora in campo il suo Haxorus, evoluzione del suo Axew, che mette al tappeto Dracovish. Ash risponde rimandando in campo il suo Dragonite, che riesce infine a prevalere grazie all’apprendimento della nuova mossa Dragobolide. Con questa vittoria, Ash raggiunge la 99ª posizione nel ranking mondiale e accede alla Classe Ultra.                                                                |                   |                   |
| 1151                                            | Sotto il colore dell'oscurità! 「フラーベベ白い花」 - Under Colour of Darkness! | 14 maggio 2021    | 1º gennaio 2022   |
| 1151                                            | Tutti i Flabébé di Goh si evolvono in Floette, tranne quello Forma Fiore Bianco. Dopo aver raggiunto Kalos e una breve avventura, anche l'ultimo Flabébé di Goh si evolve in Floette, imparando anche la mossa Campo erboso. Floette decide però di rimanere a proteggere i fiori nel bosco, quindi Goh decide di liberarlo. |                   |                   |
| 1152                                            | Investigatori di verità! 「容疑者ピカチュウ！？」 - Sleuths for Truth! | 21 maggio 2021    | 8 gennaio 2022    |
| 1152                                            | Durante un soggiorno all'Istituto Cerasa, uno dei dolci preparati da Chloe per la pausa tè scompare misteriosamente. Tutti gli indizi sembrano indicare come colpevole Pikachu, che viene visto da alcuni Pokémon nei pressi del vassoio poco prima della sparizione. Per dimostrare la sua innocenza, Ash decide di indagare sull'accaduto insieme a Goh e Chloe, dando inizio a una vera e propria investigazione in stile giallo. I tre esaminano le testimonianze dei Pokémon presenti e raccolgono prove, mentre Pikachu si mostra turbato dall'accusa. Con l’aiuto del Yamper di Chloe e di un'attenta analisi delle tracce, scoprono infine che il vero colpevole è il Milcery di Chloe, che voleva aiutare preparando un dolce, ma ha finito per causare un malinteso. La situazione si chiarisce e Pikachu viene scagionato. L’episodio si chiude con tutti i protagonisti che condividono serenamente un nuovo dolce preparato insieme. |                   |                   |
| 1153                                            | Un consiglio per Goh! 「ゴウにライバル！？ミュウへの道！！」 - Advice to Goh! | 28 maggio 2021    | 15 gennaio 2022   |
| 1153                                            | Ash e Goh tornano nella regione di Kanto per fare visita al Professor Oak nel suo laboratorio. Qui, Ash si riunisce con molti dei suoi Pokémon del passato, notando però l’assenza di Infernape, che si è allontanato per allenarsi. Durante la visita, i due incontrano Gary Oak, tornato anch'egli all'Istituto Cerasa dopo un periodo di ricerca. Gary rivela di essere impegnato in una missione per raccogliere dati sui Pokémon leggendari nell’ambito del Progetto Mew, e in particolare sta cercando Moltres. I tre decidono di collaborare e, seguendo le tracce lasciate da Moltres, si avventurano in una zona vulcanica dove incontrano Infernape, che stava anch’esso cercando il leggendario Pokémon Fuoco per sfidarlo. Quando Moltres appare, Infernape lo affronta in un combattimento intenso, assistito da Ash. Al termine della battaglia, Moltres si allontana lasciando dietro di sé una piuma, che Gary raccoglie come prova della sua impresa. In seguito, Gary consiglia a Goh di rafforzare il proprio impegno e lo invita a partecipare seriamente al Progetto Mew. |                   |                   |
| 1154                                            | Una commissione impegnativa! 「はじめてのおつかい見守りたいっ！」 - Errand Endurance! | 4 giugno 2021     | 22 gennaio 2022   |
| 1154                                            | All’Istituto Cerasa, viene organizzata una particolare attività educativa per mettere alla prova l’indipendenza dei Pokémon: una commissione da svolgere in autonomia. Chloe e il suo Eevee partecipano insieme ad altri bambini e ai loro Pokémon, tra cui un Yamper, uno Grookey e un Piplup, con il compito di recarsi in città per comprare ingredienti utili a preparare una torta. I Pokémon vengono accompagnati a distanza da Ash, Goh e Chloe, che li osservano in incognito per accertarsi che riescano a cavarsela senza interferenze. Durante il percorso, i Pokémon devono affrontare varie difficoltà, come attraversare una strada affollata, superare ostacoli naturali e mantenere il controllo del denaro consegnato. Grazie alla collaborazione e alla determinazione, riescono infine a portare a termine la missione. L’esperienza si rivela formativa per Eevee, che inizia a sviluppare una maggiore fiducia in sé stesso e nel lavoro di squadra. |                   |                   |
| 1155                                            | Rubatemi quella ladra, per carità! 「おねがい！モルペコゲットして！！」 - Take My Thief! Please! | 11 giugno 2021    | 29 gennaio 2022   |
| 1155                                            | Durante una delle loro consuete attività di ricerca, Ash e Goh si trovano in una città dove Goh riesce a catturare sia un Raticate che un Pidgeotto. Nel frattempo, il Team Rocket continua ad avere problemi con Morpeko, il piccolo ma voracissimo Pokémon che li segue da diversi episodi e che divora continuamente tutte le loro scorte di cibo, creando tensioni nel gruppo. Dopo numerosi tentativi falliti di liberarsene, James decide di affrontare la situazione e sfida Morpeko in un combattimento per catturarlo ufficialmente. Nonostante le difficoltà dovute alla forma Affamata di Morpeko, James riesce sorprendentemente a catturarlo, sancendo così l’ingresso del Pokémon nella sua squadra. Anche se inizialmente riluttante, James inizia ad accettare la presenza del nuovo compagno, mentre Jessie e Meowth si rassegnano a conviverci. L’episodio si chiude con il Team Rocket che tenta di adattarsi alle continue richieste alimentari di Morpeko. |                   |                   |
| 1156                                            | Un salto verso il sogno! 「レッツゴー！プロジェクト・ミュウ！！」 - Leaping Toward the Dream! | 18 giugno 2021    | 5 febbraio 2022   |
| 1156                                            | Goh viene ufficialmente selezionato come candidato per il Progetto Mew, un’iniziativa di ricerca d’élite dedicata al misterioso Mew, e riceve la sua prima missione da parte del team di ricerca. Insieme ad altri candidati, viene inviato su una montagna innevata dove è stato avvistato un Ninetales nella sua rara forma di Alola, abbandonato in circostanze misteriose da dei trafficanti di Pokémon. Durante l’operazione, Goh si impegna per guadagnarsi la fiducia del Pokémon e riesce infine a catturarlo, dimostrando compassione e determinazione. In questa occasione, fa anche la conoscenza di Tsurugi (Danika nell'adattamento italiano), uno dei membri ufficiali del team del Progetto Mew, accompagnato dal suo potente Urshifu in Stile Singolcolpo. Sebbene Tsurugi si mostri inizialmente distaccato e critico nei confronti di Goh, riconosce il suo impegno. L’episodio si conclude con Goh motivato a proseguire il proprio cammino nel progetto, consapevole delle sfide future.                                                                                   |                   |                   |
| 1157                                            | Rimescolamenti sotterranei! 「地下迷宮シャッフルパニック！？」 - Everybody's Doing the Underground Shuffle! | 25 giugno 2021    | 12 febbraio 2022  |
| 1157                                            | Durante una spedizione esplorativa nelle gallerie sotterranee della regione di Galar, Ash, Goh e Chloe si ritrovano coinvolti in una situazione caotica quando un’improvvisa scossa fa crollare una parete della miniera, separando i tre ragazzi dai rispettivi Pokémon. Ash finisce con il Yamper di Chloe, Goh con il Pikachu di Ash, e Chloe con il Grookey di Goh. Costretti a collaborare con Pokémon non propri, i protagonisti affrontano una serie di percorsi labirintici e ostacoli per ritrovare i loro compagni originali. Durante l’esplorazione, Goh si imbatte in un Durant aggressivo e riesce a catturarlo dopo un breve scontro. Nel frattempo, i ragazzi imparano a comprendere meglio i Pokémon degli altri e a lavorare in modo più flessibile. Alla fine dell’episodio, tutti si ricongiungono sani e salvi, con una nuova consapevolezza sulle dinamiche di squadra e sull’importanza dell’adattamento in situazioni impreviste. |                   |                   |
| 1158                                            | Una vittoria su tutta la linea! 「ピカチュウ隊長！進めタイレーツ！！」 - Grabbing the Brass Ring! | 16 luglio 2021    | 19 febbraio 2022  |
| 1158                                            | Ash e Goh si trovano nella Regione di Galar per esplorare una vecchia ferrovia dismessa e condurre ricerche sui Pokémon che vi abitano. Mentre si muovono nei tunnel, Goh cade accidentalmente in una buca scavata da uno Stunfisk in Forma di Galar, che riesce prontamente a catturare. Poco dopo, i due si imbattono in un gruppo di Falinks, Pokémon a formazione militare che si muovono in unità ben coordinate. Tuttavia, uno dei Falinks si è separato dal gruppo e fatica a ritrovare la sincronia con i suoi compagni. Goh decide di aiutarlo a rientrare nella formazione. Con il supporto di Pikachu, che assume il ruolo di "capitano" durante un'improvvisata esercitazione, il Falinks isolato riesce a riunirsi al gruppo e a dimostrare le proprie capacità. Dopo aver guadagnato la fiducia del branco, Goh cattura uno dei Falinks. L’esperienza permette a Goh di riflettere sull'importanza del lavoro di squadra e della leadership, rafforzando ulteriormente il legame con i suoi Pokémon.                                                                             |                   |                   |
| 1159                                            | Nottate da incubo! 「ダークライ 真夏の夜の夢」 - Nightfall? Nightmares! | 23 luglio 2021    | 26 febbraio 2022  |
| 1159                                            | Una serie di misteriosi incubi colpisce gli abitanti e i Pokémon di una tranquilla isola della Regione di Sinnoh, provocando ansia e insonnia. Il Professor Cerasa invia Ash, Goh e Chloe a indagare sul fenomeno. Una volta arrivati sull'isola, i tre si dividono per raccogliere informazioni. Mentre Goh e Ash esaminano le aree colpite, Chloe visita un centro Pokémon dove incontra una ragazza di nome Talia e il suo Cresselia, ferito e in fuga. Parallelamente, Ash e Goh si imbattono nel responsabile degli incubi: Darkrai, il Pokémon Neropece. Inizialmente lo ritengono colpevole delle disgrazie, ma scoprono che anche lui è stato attirato sull'isola dagli eventi insoliti. I due Pokémon leggendari, Cresselia e Darkrai, hanno una connessione naturale come forze opposte: uno genera incubi, l’altro li cura. Dopo uno scontro e chiarimento, Darkrai si ritira e Cresselia guarisce i Pokémon colpiti. L’episodio si conclude con il gruppo che comprende come l’equilibrio tra le due forze sia fondamentale per il benessere collettivo.                           |                   |                   |
| 1160                                            | Luce di una notte di mezza estate! 「クレセリア 真夏の夜の光」 - A Midsummer Night's Light! | 30 luglio 2021    | 5 marzo 2022      |
| 1160                                            | La seconda parte della vicenda sull’isola della Regione di Sinnoh si apre con Ash, Goh e Chloe che cercano di ristabilire la pace tra i Pokémon e gli abitanti turbati dagli incubi causati da Darkrai. Nel frattempo, Talia e il suo Cresselia collaborano con il gruppo per trovare un modo di placare Darkrai senza danneggiarlo. Dopo un incontro inizialmente conflittuale, Ash riesce a comunicare con Darkrai, comprendendo che il Pokémon Neropece non ha intenzione di nuocere ma agisce per difendersi da una minaccia esterna, un’entità che altera l’equilibrio naturale dell’isola. Con l’aiuto di Cresselia, Ash e i suoi amici riescono a calmare Darkrai, riportando l’armonia sull’isola. L’episodio si conclude con una splendida notte illuminata da luci naturali e l’impegno del gruppo a proteggere l’equilibrio tra luce e oscurità. |                   |                   |
| 1161                                            | Dare il massimo, sempre! 「ゼンリョク！アローラ無人島レース！！」 - All Out, All of the Time! | 13 agosto 2021    | 12 marzo 2022     |
| 1161                                            | Ash e Goh si recano in una remota isola disabitata della Regione di Alola per partecipare a una competizione di resistenza chiamata "Corsa dell’Isola", un evento impegnativo che mette alla prova le capacità di allenatori e Pokémon in una serie di sfide fisiche e di strategia. Durante la gara, Goh dimostra grande determinazione e spirito di squadra, riuscendo a catturare nuovi Pokémon tipici della regione: un Geodude in Forma di Alola, un Bruxish dai colori vivaci e un agile Passimian. Nel corso della competizione, i due amici affrontano ostacoli naturali come terreni impervi, correnti d’acqua e improvvisi temporali tropicali, imparando a collaborare con i loro Pokémon e a superare i propri limiti. Ash, da parte sua, si concentra sull’incoraggiare i partecipanti e nel migliorare la propria intesa con Pikachu. L’episodio si conclude con una celebrazione della perseveranza e della forza di volontà, sottolineando l’importanza di dare sempre il massimo in ogni sfida.                                                                               |                   |                   |
| 1162                                            | Un inizio ultra-elettrizzante! 「超電磁ハイパークラスバトル！」 - Excitement From the Ultra-Shocking Start! | 20 agosto 2021    | 19 marzo 2022     |
| 1162                                            | Ash affronta Corrado, il Capopalestra della regione di Sinnoh specializzato in Pokémon di tipo Elettro, in un incontro ufficiale valido per il PWC. Il combattimento si svolge in un’arena altamente tecnologica, dove Ash deve sfruttare al massimo la sinergia con il suo Pikachu per contrastare le strategie elettrizzanti di Corrado. Nonostante l’abilità e l’esperienza dell’avversario, Ash riesce a mantenere la concentrazione e a ribaltare la situazione grazie a mosse tattiche e un’ottima preparazione. Alla fine, Pikachu esegue un attacco decisivo che porta Ash alla vittoria, permettendogli di scalare la classifica mondiale fino alla 64ª posizione. L’episodio sottolinea il valore della determinazione e del lavoro di squadra in un contesto di alta competizione. |                   |                   |
| 1163                                            | Detective Drizzile! 「狙われたサクラギ研究所！」 - Detective Drizzile! | 27 agosto 2021    | 26 marzo 2022     |
| 1163                                            | Durante una nuova missione di ricerca, Goh e Ash visitano il Laboratorio Cerasa per studiare fenomeni legati ai Pokémon acquatici. In questo contesto, il Drizzile di Goh mostra segni di evoluzione imminente grazie alla sua crescente forza e determinazione. Nel frattempo, il laboratorio viene preso di mira da una misteriosa minaccia che mette a rischio la sicurezza degli scienziati e dei Pokémon ospitati. Goh, con l’aiuto di Ash e del suo Pikachu, indaga per scoprire la fonte del pericolo, dimostrando capacità investigative sorprendenti. Durante la tensione, Drizzile si evolve in Inteleon, raggiungendo la sua forma finale e sbloccando abilità strategiche essenziali per fronteggiare la situazione. La nuova potenza di Inteleon si rivela fondamentale per proteggere il laboratorio e assicurare la continuazione delle ricerche, rafforzando il legame tra Goh e il suo Pokémon. |                   |                   |
| 1164                                            | Non c'è giorno senza notte! 「月と太陽、コハルとハルヒ」 - Night and Day, You are the Ones! | 3 settembre 2021  | 2 aprile 2022     |
| 1164                                            | Ash, Goh e Chloe si trovano nella Regione di Sinnoh per una nuova missione di ricerca legata ai Pokémon leggendari e misteriosi fenomeni naturali. In particolare, Chloe è attratta da una leggenda locale che parla di due Pokémon, uno associato alla luna e l’altro al sole, che influenzano l’equilibrio tra giorno e notte sull’isola. Durante l’esplorazione, i protagonisti incontrano due giovani Allenatori, Koharu e Haruhi, che condividono con loro la passione per i Pokémon leggendari e li aiutano a comprendere meglio il significato di questa antica tradizione. Nel corso dell’episodio, Ash e gli amici assistono a fenomeni luminosi straordinari che simboleggiano l’eterna lotta e armonia tra luce e oscurità. La storia mette in luce l’importanza dell’equilibrio nella natura e nel cuore degli Allenatori, sottolineando come ogni giorno e ogni notte siano necessari per mantenere la pace e l’armonia. |                   |                   |
| 1165                                            | La prova della scaglia dorata! 「トライアルミッション！ウルガモス黄金の鱗粉！！」 - Trial on a Golden Scale! | 10 settembre 2021 | 9 aprile 2022     |
| 1165                                            | Durante una missione nel territorio montano della Regione di Galar, Goh si impegna a catturare nuovi Pokémon per rafforzare la sua squadra. Riesce così a catturare un robusto Roggenrola e un resistente Ferrothorn, entrambi Pokémon tipici della zona. Nel frattempo, il gruppo di Ash e Goh viene a conoscenza di una misteriosa missione prova legata a un raro Uragamos con scaglie dorate, che si dice possieda un potere unico e in grado di influenzare l’equilibrio naturale della regione. Durante l’indagine, fa la sua prima apparizione Tsurugi, membro del Progetto Mew, accompagnato dal suo potente Urshifu in Stile Pluricolpo, che dimostra abilità eccezionali in combattimento. L’episodio si focalizza sull’importanza della determinazione e della preparazione nel superare sfide impreviste, mentre Goh continua a sviluppare il suo legame con i nuovi Pokémon e il team si prepara ad affrontare nuove avventure. |                   |                   |
| 1166                                            | Tutti pazzi per il blu! 「激突！？青ポケマニア！」 - Mad About Blue! | 17 settembre 2021 | 16 aprile 2022    |
| 1166                                            | Durante una spedizione nella Regione di Kanto, Goh si interessa particolarmente ai Pokémon di colore blu e decide di dedicarsi alla loro ricerca e cattura. In questo contesto, scopre un raro Voltorb cromatico, caratterizzato da un colore insolito rispetto alla versione comune. Goh riesce a catturarlo dopo un’intensa sequenza di tentativi, dimostrando pazienza e determinazione. Nel frattempo, Ash e gli altri si confrontano con un gruppo di Allenatori esperti di Pokémon blu, partecipando a una sfida amichevole che mette alla prova le strategie basate su questa categoria di Pokémon. L’episodio esplora l’entusiasmo e la passione che gli Allenatori possono sviluppare per particolari tipi o colori di Pokémon, sottolineando l’importanza della dedizione nella crescita personale e nel rapporto con i propri compagni. Inoltre, viene mostrata l’importanza di rispettare la diversità e l’unicità di ogni Pokémon, anche attraverso le variazioni cromatiche. |                   |                   |
| 1167                                            | Il dolce sapore della lotta! 「マホイップの甘～いバトル！？」 - The Sweet Taste of Battle! | 1º ottobre 2021   | 30 aprile 2022    |
| 1167                                            | Durante una missione nelle campagne della Regione di Galar, Goh si imbatte in un curioso e dolce Pokémon chiamato Milcery, noto per la sua affinità con le creme e i dolci. Affascinato dalla sua particolarità e dal legame che sembra instaurare con i suoi Allenatori, Goh decide di catturarlo e di prendersene cura. Nel corso dell’episodio, Milcery cresce e si evolve in Alcremie, rivelando nuove abilità e mosse basate sui sapori e sugli aromi, che si dimostrano molto efficaci in combattimento. Nel frattempo, Ash e gli altri partecipano a una serie di sfide e attività legate al tema della dolcezza e della pasticceria Pokémon, creando un’atmosfera giocosa e amichevole. L’episodio evidenzia l’importanza del legame tra Allenatore e Pokémon, nonché la capacità di adattarsi e scoprire nuove potenzialità attraverso l’esperienza e la cura. |                   |                   |
| 1168                                            | Una stella per amica! 「お星さまになったピィ」 - Star Night, Star Flight! | 8 ottobre 2021    | 7 maggio 2022     |
| 1168                                            | Durante una tranquilla serata sotto un cielo stellato nella Regione di Galar, Goh incontra un misterioso Murkrow che sembra isolato e diffidente. Affascinato dal suo comportamento schivo, Goh decide di guadagnarsi la sua fiducia, osservando attentamente i suoi movimenti e tentando di avvicinarlo con pazienza e rispetto. Nel frattempo, Ash e gli altri affrontano una serie di prove che mettono in luce il valore dell’amicizia e della collaborazione tra Allenatori e Pokémon. Dopo diversi tentativi e piccoli ostacoli, Goh riesce finalmente a catturare Murkrow, che diventa un prezioso alleato nella sua squadra. L’episodio si conclude con una scena poetica in cui il cielo notturno e le stelle simboleggiano la nascita di una nuova amicizia e la promessa di future avventure insieme. |                   |                   |
| 1169                                            | Un'avventura di proporzioni Mega! 「ルカリオナイト！メガ島大冒険！！」 - An Adventure of Mega Proportions! | 22 ottobre 2021   | 14 maggio 2022    |
| 1169                                            | Durante una nuova avventura, Ash riceve da Ornella una preziosa Pietrachiave necessaria per l’evoluzione Mega dei suoi Pokémon. Contestualmente, Ash acquisisce anche una Lucarite, la speciale Mega Pietra dedicata a Lucario, che gli permetterà di raggiungere nuove vette di potenza in battaglia. Nel frattempo, Goh si impegna nella cattura di un potente Camerupt, Pokémon di tipo Fuoco e Terra, dimostrando grande determinazione e abilità nell’approccio. L’episodio esplora il legame tra Allenatori e Pokémon attraverso la sfida della Mega Evoluzione, mettendo in luce l’importanza della fiducia e della preparazione nelle battaglie più impegnative. Ash, con il supporto di Goh e degli altri amici, si prepara ad affrontare nuove prove che metteranno alla prova il suo coraggio e la sua forza. |                   |                   |
| 1170                                            | Terza lotta contro Fabia! 「ライバル対決！サトシVSサイトウ！！」 - Battle Three With Bea! | 29 ottobre 2021   | 21 maggio 2022    |
| 1170                                            | Nel corso del PWC, Ash affronta per la terza volta la sua rivale Fabia, esperta Capopalestra della regione di Galar specializzata in Pokémon di tipo Lotta. Il match si svolge in un’arena affollata e altamente competitiva, dove entrambi i contendenti mostrano grande abilità tattica e determinazione. Durante la battaglia, Ash deve adattarsi alle strategie aggressive di Fabia, mettendo in campo la sua esperienza e il forte legame con i suoi Pokémon. La lotta si rivela intensa e combattuta, con numerosi colpi di scena che tengono alta la tensione fino agli ultimi istanti. L’episodio mette in evidenza la crescita di Ash come allenatore e la forza della rivalità che lo spinge a superare i propri limiti per raggiungere nuovi traguardi. |                   |                   |
| 1171                                            | Mega e Max al confronto! 「メガシンカ対キョダイマックス」 - A Battle of Mega Versus Max! | 5 novembre 2021   | 28 maggio 2022    |
| 1171                                            | Nel corso del PWC, Ash si scontra per la terza volta con la sua temibile rivale Fabia, la Capopalestra di Galar specializzata in Pokémon di tipo Lotta. Il confronto ha luogo in un’arena gremita di spettatori appassionati, in un clima di alta tensione e competizione. Entrambi gli Allenatori mettono in campo abilità tattiche avanzate e un profondo legame con i loro Pokémon, dando vita a uno scontro intenso e ricco di colpi di scena. Ash è chiamato a superare le strategie aggressive e precise di Fabia, dimostrando crescita e maturità come allenatore. L’episodio sottolinea l’importanza della determinazione e del continuo miglioramento personale, evidenziando come la rivalità con Fabia spinga Ash a dare sempre il massimo per raggiungere nuovi traguardi. |                   |                   |
| 1172                                            | Rompere il ghiaccio! 「氷の女王とグレイシア」 - Breaking the Ice! | 12 novembre 2021  | 4 giugno 2022     |
| 1172                                            | Durante una missione nella regione di Sinnoh, Ash e Goh si trovano ad affrontare un ambiente ghiacciato dove incontrano una misteriosa allenatrice soprannominata la "Regina del Ghiaccio". La donna è una specialista di Pokémon di tipo Ghiaccio, tra cui spicca il suo potente Glaceon, evoluzione di Eevee. Nel corso dell’episodio, Ash e Goh cercano di superare le difficili condizioni climatiche e di comprendere le motivazioni della Regina del Ghiaccio, scoprendo che dietro il suo comportamento freddo si nasconde una grande passione per la protezione dei Pokémon e del loro habitat. Durante uno scontro amichevole, Ash ha modo di mettere alla prova le proprie strategie e il legame con i suoi Pokémon, mentre Goh cerca di approfondire la conoscenza del tipo Ghiaccio. L’episodio si conclude con un momento di reciproco rispetto e la promessa di future collaborazioni per salvaguardare l’equilibrio naturale. |                   |                   |
| 1173                                            | Aspettando la seconda missione! 「トライアルミッション！深海潜水調査団！！」 - Looking Out for Number Two! | 19 novembre 2021  | 22 luglio 2022    |
| 1173                                            | Durante una nuova missione subacquea nella regione di Hoenn, Goh si unisce a un gruppo di ricercatori impegnati in un’indagine approfondita sugli ecosistemi marini più nascosti. Nel corso delle esplorazioni, Goh riesce a catturare uno Sharpedo, noto per la sua velocità e aggressività, e un maestoso Kingdra, potente Pokémon di tipo Acqua/Drago. Contestualmente, il suo Inteleon dimostra una nuova abilità, utilizzando per la prima volta la mossa speciale Idrobreccia, che si rivela decisiva in un combattimento contro Pokémon selvatici ostili. L’episodio mette in luce l’importanza della preparazione e dell’adattamento in ambienti difficili, così come la crescita di Goh come allenatore e la forza del legame con i suoi Pokémon. La storia anticipa nuove sfide e avventure in acque profonde. |                   |                   |
| 1174                                            | Le porte del mondo parallelo! 「ディアルガ＆パルキア！時空大異変！！」 - The Gates of Warp! | 3 dicembre 2021   | 11 giugno 2022    |
| 1174                                            | Un improvviso e misterioso evento causato da un disturbo nel flusso temporale apre delle porte verso un mondo parallelo, mettendo a rischio l’equilibrio della realtà stessa nella regione di Sinnoh. Ash, Goh e Chloe si trovano a investigare sull’anomalia, scoprendo che dietro al fenomeno sono coinvolti i Pokémon leggendari Dialga e Palkia, rispettivamente signori del tempo e dello spazio. I due Pokémon, probabilmente disturbati da una forza esterna, causano instabilità temporali e spaziali che minacciano di distruggere l’ordine naturale. Il gruppo di protagonisti tenta di calmare e mettere in sicurezza Dialga e Palkia, lavorando insieme per chiudere le porte dimensionali e ristabilire la normalità. L’episodio esplora tematiche di equilibrio universale e collaborazione, evidenziando l’importanza dell’armonia tra le forze opposte per mantenere l’ordine nel mondo Pokémon. |                   |                   |
| 1175                                            | Scontro finale alle porte del mondo parallelo! 「ディアルガ＆パルキア！時空大決戦！！」 - Showdown at the Gates of Warp! | 10 dicembre 2021  | 11 giugno 2022    |
| 1175                                            | La crisi causata dall’apertura delle porte verso il mondo parallelo raggiunge il culmine nella regione di Sinnoh, dove Ash, Goh e Chloe affrontano uno scontro decisivo contro i Pokémon leggendari Dialga e Palkia. I due signori del tempo e dello spazio, ancora agitati dalla precedente instabilità, si trovano in conflitto tra loro, mettendo a rischio la stabilità dell’intero universo Pokémon. Il gruppo di protagonisti deve trovare un modo per calmare i due Pokémon leggendari e fermare la distruzione imminente. Attraverso lavoro di squadra, coraggio e una profonda comprensione del legame tra tempo e spazio, Ash e i suoi amici riescono a riportare equilibrio, chiudendo le porte dimensionali e prevenendo il disastro. L’episodio conclude l’arco narrativo iniziato nel precedente episodio, sottolineando temi di armonia, responsabilità e il potere dell’unione nelle avversità. |                   |                   |

## Pokémon: Serie Esplorazioni Super

Logo italiano della terza serie

Negli Stati Uniti, la venticinquesima stagione, annunciata l’11 maggio 2022 sul sito ufficiale, è intitolata Pokémon Ultimate Journeys: The Series. Come per le due stagioni precedenti, la serie è stata pubblicata su Netflix trimestralmente, suddivisa in quattro blocchi: il primo, contenente i primi 12 episodi, è stato pubblicato il 21 ottobre 2022; il secondo blocco, con 15 episodi, il 24 febbraio 2023; il terzo, anch’esso di 15 episodi, il 23 giugno 2023; infine, il quarto blocco include gli episodi dell’arco conclusivo dedicato ai protagonisti storici, consultabili in Pokémon: To Be a Pokémon Master.
In Italia, la venticinquesima stagione, annunciata l’11 maggio 2022 sul sito ufficiale italiano, è intitolata Pokémon: Serie Esplorazioni Super. La stagione è stata trasmessa su K2 dal 10 settembre 2022 al 24 giugno 2023, con la messa in onda di un episodio a settimana; per la première sono stati trasmessi due episodi consecutivi. A partire da questa stagione, ogni episodio è stato pubblicato anche su Discovery+ ed è stato reso disponibile in anteprima una settimana prima della trasmissione televisiva su K2. Il 19 novembre 2022 è andato in onda uno speciale di tre episodi intitolato Tripla sfida. Dopo una pausa di quattro settimane, il 27 febbraio 2023, in occasione del Pokémon Day, su K2 sono stati trasmessi due episodi inediti alle 18:40; la programmazione regolare del sabato mattina è ripresa il 4 marzo 2023, con la trasmissione di un episodio a settimana, a partire proprio dagli episodi inediti trasmessi durante il Pokémon Day.
La stagione include anche quattro episodi speciali ispirati al videogioco Leggende Pokémon: Arceus, uscito a livello mondiale il 28 gennaio 2022. In Giappone, lo speciale, intitolato in italiano Pokémon: Cronache di Arceus e in inglese Pokémon: The Arceus Chronicles, è stato distribuito in esclusiva su Amazon Prime Video, suddiviso in due blocchi da due episodi ciascuno, pubblicati rispettivamente il 21 e il 28 gennaio 2022. Nel resto del mondo, lo speciale è stato reso disponibile su Netflix il 23 settembre 2022.
| Nº                                             | Titolo italiano Giapponese 「Kanji」 - Rōmaji | In onda           | In onda           |
| Nº                                             | Titolo italiano Giapponese 「Kanji」 - Rōmaji | Giapponese        | Italiano          |
| Pokémon: Serie Esplorazioni Super (46 episodi) | |                   |                   |
| 1176                                           | Il treno spettrale! 「ゴースト列車、出発だよ…」 - The Spectral Express! | 17 dicembre 2021  | 10 settembre 2022 |
| 1176                                           | Durante una nuova avventura, Goh cattura uno Shedinja, Pokémon singolare che si forma quando un Nincada evolve lasciando dietro di sé un esuvia. Nel frattempo, il gruppo incontra per la prima volta un Sinistea e fa la conoscenza del Capopalestra Onion, noto per la sua particolare passione per i Pokémon di tipo Spettro e Psico. L’episodio si svolge attorno a un misterioso treno fantasma che i protagonisti esplorano, affrontando situazioni insolite e sfide che mettono alla prova le loro capacità. |                   |                   |
| 1177                                           | La strada tortuosa per la grandezza! 「ゲンガー頑張る！キョダイマックスへの道！！」 - The Winding Path to Greatness! | 24 dicembre 2021  | 10 settembre 2022 |
| 1177                                           | GGoh cattura un Corsola Forma di Galar, un Pokémon di tipo Spettro e Roccia originario della regione di Galar. Nel frattempo, Ash riesce a far raggiungere al suo Gengar la forma Gigamax, grazie a un profondo legame con il suo Pokémon, che gli consente di accedere a questa potente trasformazione temporanea. L’episodio mette in evidenza le difficoltà e la dedizione richieste per controllare al meglio il Gigamax, rappresentando un momento cruciale nel percorso di crescita di Ash come allenatore. |                   |                   |
| 1178                                           | Sta tutto nel nome! 「君の名はフランソワーズ」 - It's All in the Name! | 14 gennaio 2022   | 17 settembre 2022 |
| 1178                                           | Durante l’episodio, Ash e Goh visitano un laboratorio dove incontrano un particolare Pokémon di nome Francois, un Frosmoth molto legato al suo allenatore. La storia si concentra sul significato del nome del Pokémon e sul rapporto speciale che si instaura tra allenatore e Pokémon, mettendo in evidenza l’importanza della fiducia e dell’affetto nel percorso di crescita di entrambi. Nel corso della puntata, vengono affrontate sfide e momenti di riflessione che sottolineano come il nome di un Pokémon possa rappresentare la sua identità e il suo legame con chi lo cura. |                   |                   |
| 1179                                           | Gelosia che attanaglia! 「ヘラクロスロス、恋するカイロス」 - Suffering the Flings and Arrows! | 21 gennaio 2022   | 24 settembre 2022 |
| 1179                                           | Durante una missione nella regione di Unima, Goh cattura una Lilligant, aggiungendo un potente Pokémon di tipo Erba al suo team. Nel frattempo, emergono dinamiche di gelosia tra alcuni Pokémon, creando situazioni comiche e tensioni emotive che mettono alla prova il rapporto tra allenatori e le loro creature. L’episodio esplora i sentimenti di rivalità e affetto che si sviluppano all’interno del gruppo, evidenziando come la fiducia e la comprensione reciproca siano fondamentali per superare i conflitti. |                   |                   |
| 1180                                           | Il buono, il brutto e il fortunato! 「サラバ！さすらいのロケット団！」 - The Good, The Bad, and The Lucky! | 28 gennaio 2022   | 1º ottobre 2022   |
| 1180                                           | Jessie e James si imbattono in Butch e Cassidy, due ex membri del Team Rocket che rivelano di aver abbandonato l’organizzazione criminale per condurre una vita più tranquilla. Questo incontro porta a riflessioni sul passato e sul futuro, mentre i personaggi affrontano le conseguenze delle loro scelte e valutano nuove opportunità. L’episodio alterna momenti di nostalgia e umorismo, mostrando lati inediti dei personaggi e approfondendo la complessità delle loro storie. |                   |                   |
| 1181                                           | Un faro nella notte! 「宇宙にとどけ！デンリュウの光！！」 - Lighting the Way Home! | 4 febbraio 2022   | 8 ottobre 2022    |
| 1181                                           | Ash e Goh si trovano in una zona isolata durante una notte buia e tempestosa. Per orientarsi e superare le difficoltà del percorso, Ash utilizza il suo Ampharos (Denryuu), che grazie alla sua luce intensa diventa un vero e proprio faro, illuminando la strada per loro e per altri Pokémon nei dintorni. L’episodio mette in evidenza il valore della collaborazione tra allenatore e Pokémon, e come la luce possa simboleggiare speranza e guida nei momenti più difficili. |                   |                   |
| 1182                                           | Dolce o piccante? 「ヤドキング！カレーなる遭遇！！」 - An Evolution in Taste! | 11 febbraio 2022  | 15 ottobre 2022   |
| 1182                                           | Durante una missione, Goh cattura uno Slowpoke, ampliando così la sua squadra con questo Pokémon di tipo Acqua/Psico. L’episodio introduce inoltre le prime apparizioni delle forme di Galar di Slowpoke, Slowbro e Slowking, che si distinguono per le loro caratteristiche uniche e la loro relazione con il territorio della regione di Galar. Tra situazioni comiche e momenti di tensione, la storia si sviluppa attorno a un curioso incontro legato a un curry speciale, mettendo in luce il legame tra Pokémon e cultura locale |                   |                   |
| 1183                                           | Fuori dal proprio elemento! 「ポケモンサーカス！ブースターとサンダース！！」 - Out of Their Elements! | 18 febbraio 2022  | 22 ottobre 2022   |
| 1183                                           | Ash e Goh visitano un circo Pokémon dove si trovano ad assistere a uno spettacolo speciale con i Pokémon Flareon e Jolteon, normalmente associati ai tipi Fuoco e Elettro. Entrambi i Pokémon devono affrontare sfide fuori dal loro elemento naturale, mettendo alla prova la loro adattabilità e il loro coraggio. L’episodio esplora come, con determinazione e lavoro di squadra, si possano superare ostacoli anche quando si è “fuori dal proprio elemento”. |                   |                   |
| 1184                                           | Lottando fino al volume massimo! 「スパイクタウンのマリィ！」 - Battling Turned Up to Eleven! | 25 febbraio 2022  | 29 ottobre 2022   |
| 1184                                           | In questo episodio fanno la loro prima apparizione Mary, Ginepro e il Team Yell, insieme alle forme Melodia e Basso di Toxtricity e a Grimmsnarl. Ash affronta Mary in un combattimento intenso: il suo Gengar si scontra con il Grimmsnarl di Mary. Grazie a una strategia efficace e alla determinazione, Ash riesce a vincere la battaglia, raggiungendo così la 15ª posizione nel ranking del PWC. L’episodio mette in risalto la crescita di Ash come allenatore e l’importanza della tenacia in battaglia. |                   |                   |
| 1185                                           | Allenamento con il Monarca! 「密着！ダンデのスペシャルトレーニング！！」 - Meeting Up with the Monarch! | 4 marzo 2022      | 5 novembre 2022   |
| 1185                                           | Goh cattura un Gossifleur. Nel frattempo, il giovane allenatore ha l'opportunità di seguire un allenamento speciale con il Monarca Dande, Campione della regione di Galar. L’episodio mostra le tecniche e le strategie utilizzate da Dande, offrendo a Goh preziosi insegnamenti per migliorare le proprie abilità di allenatore. |                   |                   |
| 1186                                           | Il prodigio con una bacchetta! 「スティック一本、バチンキー！」 - A One-Stick Wonder! | 11 marzo 2022     | 12 novembre 2022  |
| 1186                                           | Prima apparizione di Thwackey, la forma evoluta di Grookey, il Pokémon Scimmia primordiale di tipo Erba. L’episodio segue le avventure di Goh mentre incontra questo nuovo Pokémon e inizia a comprenderne le abilità e il carattere. Thwackey si distingue per l’uso di due bacchette di legno con cui si difende e attacca, mostrando un comportamento vivace e combattivo. |                   |                   |
| 1187                                           | Un raid tra i ghiacci! 「トライアルミッション！氷結のレイドバトル！！」 - Battling in the Freezing Raid! | 18 marzo 2022     | 19 novembre 2022  |
| 1187                                           | Durante una missione a tema ghiaccio, Goh cattura un Golbat, un Graveler e un Cloyster, affrontando sfide difficili in un ambiente gelido. L’episodio mette in evidenza le strategie di cattura e le dinamiche di lotta in condizioni estreme, mostrando la crescita di Goh come allenatore e la varietà di Pokémon che può aggiungere al suo team. |                   |                   |
| 1188                                           | Oggi trionfa la strategia. Il futuro è qui! 「サトシとシトロン！友情大特訓！！」 - The Future is Now, Thanks to Strategy! | 1º aprile 2022    | 19 novembre 2022  |
| 1188                                           | Prima apparizione della superquattro Lilia. Il Bunnelby di Lem si è evoluto in Diggersby. Goh cattura un Froakie. Il Sirfetch'd di Ash impara la mossa Sfolgorassalto. Inoltre, il Dracovish di Ash apprende la potente tecnica Dragofuria. L’episodio evidenzia l’importanza della strategia e del lavoro di squadra nel percorso di crescita degli allenatori. |                   |                   |
| 1189                                           | Per il bene della squadra! 「ハイパークラス！VS四天王ドラセナ！！」 - Taking Two For The Team! | 1º aprile 2022    | 19 novembre 2022  |
| 1189                                           | Ash affronta in una sfida intensa e strategica Lilia, una dei Superquattro della regione di Galar. Durante il combattimento, Ash dimostra una grande maturità e abilità tattica, utilizzando al meglio il legame con i suoi Pokémon per contrastare le mosse potenti di Lilia. La vittoria gli permette di raggiungere la 9ª posizione nel ranking del PWC nella classe Ultra, segnando un traguardo significativo nella sua carriera da allenatore. Questo episodio evidenzia la crescita personale di Ash e la sua determinazione a migliorarsi sempre, anche per il bene della sua squadra e dei suoi compagni. |                   |                   |
| 1190                                           | Ritrovarsi per la prima volta! 「ーブイとニンフィア！出会いと再会！！」 - Reuniting for the First Time! | 8 aprile 2022     | 26 novembre 2022  |
| 1190                                           | In questo episodio avviene la prima apparizione della coordinatrice Orthilla, nipote di Adriano. Inoltre segna il ritorno di Serena nell'anime Pokémon dopo una lunga assenza. Ash, Goh e Chloe visitano la regione di Hoenn, dove Chloe, dopo aver ricevuto da Orthilla la tessera per le gare Pokémon e un PortaPokécaramelle, partecipa alla sua prima gara ufficiale. Durante la gara Pokémon di Porto Alghepoli, Chloe incontra Serena, che ha cambiato look rispetto alla sua ultima apparizione nella serie XY. Il Braixen di Serena si è evoluto in Delphox, che ha imparato la mossa Magifiamma, mentre il suo Sylveon ha acquisito l’abilità Attacco Rapido e il Pancham ha imparato Gelopugno. Serena e Orthilla riescono a vincere la competizione, dimostrando grande talento e affiatamento. Nel frattempo, Ash si scontra con Adriano in un’intensa lotta e, grazie alla vittoria, ottiene la sua seconda Medaglia Pioggia come riconoscimento. Ash e Serena si incontrano brevemente, così come Serena incontra Goh per la prima volta. Infine, Goh cattura un Altaria, aggiungendo un nuovo Pokémon alla sua squadra.                                                                                     |                   |                   |
| 1191                                           | Una radio ad alto indice di malvagità! 「新番組！ロケット団ないしょ王国ラジオ！！」 - Radio Lulled the Mischievous Stars! | 15 aprile 2022    | 3 dicembre 2022   |
| 1191                                           | Jessie, James e Meowth del Team Rocket lanciano un programma radiofonico segreto chiamato "Regno Segreto del Team Rocket Radio", attraverso cui tentano di diffondere i loro piani per catturare Pokémon e seminare il caos. Nel corso della trasmissione, cercano di reclutare ascoltatori e compagni per i loro scopi malvagi, ma si trovano ad affrontare le reazioni imprevedibili degli abitanti e delle autorità locali. L'episodio mette in evidenza anche il carattere comico e goffo del Team Rocket, mostrando come le loro idee spesso si ritorcano contro di loro. Sono presenti gag tipiche della serie, comprese le trappole fallimentari e le fughe rocambolesche. Inoltre, questo episodio si distingue per il suo formato particolare, che ricorda uno show radiofonico, offrendo una narrazione insolita e divertente nel contesto dell’anime. |                   |                   |
| 1192                                           | Fratellone alla riscossa! 「助けて、ワンパチのアニキ！」 - Big Brother to the Rescue! | 22 aprile 2022    | 10 dicembre 2022  |
| 1192                                           | Ash Ketchum e Goh si trovano ad affrontare una situazione difficile quando il piccolo Yamper si ritrova in pericolo durante una missione. Per fortuna, il fratello maggiore di Yamper, un potente e protettivo Boltund, interviene per salvare la situazione. L’episodio mostra il forte legame fraterno tra i due Pokémon, evidenziando il tema della protezione e del coraggio. Nel frattempo, Ash Ketchum e Goh collaborano per superare gli ostacoli, mentre Goh continua a sviluppare il suo rapporto con i Pokémon catturati. L’episodio contiene momenti di azione, tenerezza e crescita sia per i protagonisti sia per i loro compagni Pokémon. |                   |                   |
| 1193                                           | Cogliere l'aura del destino! 「ルカリオとゲッコウガ！運命の波導！！」 - Catching the Aura of Fate! | 29 aprile 2022    | 17 dicembre 2022  |
| 1193                                           | Il Froakie di Goh si evolve in Frogadier, segnando un importante passo nel suo percorso di crescita come allenatore. L’episodio esplora il legame sempre più forte tra Goh e il suo Pokémon, oltre a mettere in evidenza le nuove abilità e tecniche che Frogadier acquisisce dopo l’evoluzione. Nel frattempo, Ash Ketchum continua le sue sfide nel Pokémon World Coronation Series, offrendo spunti di confronto tra i due protagonisti. |                   |                   |
| 1194                                           | Puntando al numero otto! 「VSキバナ！マスターズエイトをかけた戦い！！」 - Aim For The Eight! | 6 maggio 2022     | 24 dicembre 2022  |
| 1194                                           | Ash Ketchum affronta e sconfigge Laburno, Capopalestra di tipo Fuoco della regione di Galar, in un incontro decisivo per entrare nella Master Class degli otto migliori del Pokémon World Coronation Series (PWC). Grazie a questa vittoria, Ash raggiunge l'8º posto nel ranking, avvicinandosi sempre più al vertice della competizione mondiale. L’episodio mostra le strategie e il coraggio di Ash, evidenziando la crescita sia del suo team che delle sue abilità da allenatore. |                   |                   |
| 1195                                           | La selezione dei cercatori è vicina! 「裏切りのバトルロイヤル！」 - Narrowing the Chaser Chase! | 13 maggio 2022    | 31 dicembre 2022  |
| 1195                                           | Nel corso del torneo del PWC, gli allenatori partecipano a una combattuta battaglia reale che determina chi potrà avanzare nella fase successiva della competizione. L’episodio mostra alleanze temporanee, strategie imprevedibili e colpi di scena che mettono alla prova la determinazione e le abilità di Ash Ketchum e dei suoi avversari. La tensione cresce mentre i concorrenti si avvicinano alla selezione finale per entrare nella Master Class. |                   |                   |
| 1196                                           | Il grande ritorno a casa! 「モーンとリーリエ、雪原の再会」 - The Homecoming Crown! | 20 maggio 2022    | 7 gennaio 2023    |
| 1196                                           | Iridio, allenatore e membro del PWC, cattura un Nihilego, uno dei Pokémon Ultra Creatura più rari e potenti. Nel frattempo, l’episodio si concentra anche sul ritorno di alcuni personaggi a casa, tra cui la reunion tra Iridio e vecchi amici, che rafforza i legami e prepara il terreno per le prossime sfide nel torneo. |                   |                   |
| 1197                                           | Un grande tifo per l'eroe di casa! 「凱旋！ アローラチャンピオン！！」 - Helping the Hometown Hero! | 27 maggio 2022    | 14 gennaio 2023   |
| 1197                                           | Dopo la sua vittoria come Campione della regione di Alola, Iridio torna trionfante a casa accolto da un caloroso benvenuto da parte degli abitanti del suo villaggio natale. L’episodio mostra la festa organizzata in suo onore e il forte sostegno della comunità locale, che celebra i suoi successi nel PWC. Nel frattempo, Ash Ketchum e i suoi amici riflettono sull’importanza del sostegno degli affetti e della famiglia nel percorso di ogni allenatore. |                   |                   |
| 1198                                           | La prova finale! 「ラストミッション！ レジエレキ・レジドラゴをゲットせよ！！」 - Chasing to the Finish! | 3 giugno 2022     | 21 gennaio 2023   |
| 1198                                           | Prima apparizione di Regieleki e Regidrago, due Pokémon leggendari della regione di Galar. Durante l'episodio, Goh riesce a catturare un Regieleki, affrontando una sfida complessa e dimostrando la sua determinazione e abilità come allenatore. L'episodio segna un momento cruciale nelle missioni di cattura di Goh e approfondisce la mitologia dei Pokémon leggendari. |                   |                   |
| 1199                                           | Amici, rivali, a me il vostro spirito combattivo! 「炎の特訓バトル！サトシ対シンジ！！」 - Friends, Rivals, Lend Me Your Spirit! | 10 giugno 2022    | 28 gennaio 2023   |
| 1199                                           | Il Gengar di Ash impara la mossa Fuocofatuo mentre il suo Lucario apprende Pugnoscarica durante una lotta 3 vs 3 con Paul, rivale di lunga data di Ash. L'incontro mette in luce la crescita tecnica e strategica di Ash come allenatore, spingendo entrambi i contendenti a superare i propri limiti in una battaglia intensa e combattuta. |                   |                   |
| 1200                                           | Si apre il sipario! Via alle lotte! 「開幕！マスターズトーナメント！！」 - Curtain Up! Fight the Fights! | 17 giugno 2022    | 27 febbraio 2023  |
| 1200                                           | Dandel sconfigge Alan e accede alle semifinali del Torneo Master nel PWC. L’episodio segna l’inizio ufficiale della fase finale del torneo, mostrando battaglie ad alta tensione e strategie avanzate tra i migliori allenatori del mondo. |                   |                   |
| 1201                                           | L'orgoglio di un campione! 「チャンピオンの誇り！ワタルVSカルネ！！」 - Pride of a Champion! | 8 luglio 2022     | 27 febbraio 2023  |
| 1201                                           | Diantha affronta e sconfigge Lance accedendo alle semifinali del Torneo Master del PWC. La battaglia è intensa e strategica, mettendo in evidenza l’esperienza e la determinazione di Diantha come Campionessa. L’episodio sottolinea l’importanza del coraggio e della forza mentale nel torneo più prestigioso. |                   |                   |
| 1202                                           | La strada incandescente verso l'esperienza! 「VSシロナ！アイリスドラゴンマスターへの道！！」 - The Fiery Road to Mastership! | 15 luglio 2022    | 18 marzo 2023     |
| 1202                                           | Camilla affronta e sconfigge Iris, avanzando così alle semifinali del Torneo Master del PWC. La lotta mette in risalto le abilità strategiche di Camilla e la sua determinazione nel perseguire il titolo di Campionessa. L’episodio sottolinea la passione e la forza necessarie per raggiungere la vetta del mondo Pokémon. |                   |                   |
| 1203                                           | Scontrarsi contro una roccia! 「サトシ出陣！VSダイゴ！！」 - Battling as Hard as Stone! | 22 luglio 2022    | 25 marzo 2023     |
| 1203                                           | Ash Ketchum affronta e sconfigge Rocco, conquistando così un posto nelle semifinali del Torneo Master del PWC. La battaglia è intensa e dimostra la crescita tattica di Ash come allenatore, oltre al forte legame con i suoi Pokémon. |                   |                   |
| 1204                                           | Chloe ed Eevee - il miracolo dell'evoluzione 「コハルとイーブイ しんかのきせき」 - Koharu and Eievui - the Miracle of Evolution | 29 luglio 2022    | -                 |
| 1204                                           | L’episodio 1204 è un riassunto speciale che si concentra sul legame unico tra Chloe e il suo Eevee. Vengono ripercorse le tappe più importanti della loro avventura insieme, mostrando come il loro rapporto si sia evoluto nel tempo e le sfide che hanno affrontato insieme. L’episodio mette in luce il percorso di crescita di Chloe e la speciale connessione con Eevee, preparando il terreno per i futuri sviluppi della loro storia. |                   |                   |
| 1205                                           | Infinite possibilità! 「コハルとイーブイ、可能性は無限大！」 - Infinite Possibilities! | 5 agosto 2022     | 1º aprile 2023    |
| 1205                                           | In questo episodio, Chloe e il suo Eevee si trovano di fronte a una scelta importante riguardo all'evoluzione del Pokémon. Chloe riflette sulle diverse possibilità che Eevee potrebbe intraprendere, considerando le varie evoluzioni disponibili. L'episodio esplora i temi del legame tra allenatore e Pokémon, dell'identità e delle scelte personali, offrendo uno spunto di riflessione sulla crescita e sullo sviluppo individuale. |                   |                   |
| 1206                                           | Il climax inizia! L'esperienza di Ash al Torneo Master!! 「最高潮始動！サトシのマスターズトーナメント！！」 - The Climax Begins! Satoshi's Masters Tournament Experience!! | 12 agosto 2022    | -                 |
| 1206                                           | Questo episodio funge da riepilogo delle prime fasi del Torneo Master, con particolare attenzione ai partecipanti e alle loro esperienze. Vengono presentati i quattro semifinalisti: Dandel, Diantha, Camilla e Ash Ketchum. Il focus principale è su Ash e il suo percorso nel torneo, evidenziando le sue sfide e i suoi successi. L'episodio offre anche uno sguardo approfondito sui Pokémon di Ash, mostrando la loro crescita e le loro abilità. Inoltre, vengono condivisi dati statistici sui partecipanti, offrendo una panoramica completa della competizione. |                   |                   |
| 1207                                           | Pronti Per- Champion time! 「セミファイナルⅠ「圧勝」」 - It's... Champion Time! | 26 agosto 2022    | 8 aprile 2023     |
| 1207                                           | In questo episodio, il Torneo Master entra nel vivo con la prima semifinale tra il campione di Galar, Dandel, e la campionessa di Kalos, Diantha. La battaglia si svolge in un formato 6 contro 6, mettendo in luce le abilità e le strategie dei due allenatori di alto livello. Dandel emerge vittorioso, guadagnandosi un posto nella finale del torneo. Nel frattempo, Ash Ketchum e i suoi compagni di viaggio si preparano per le loro prossime sfide, allenandosi duramente per affrontare i potenti avversari che li attendono. |                   |                   |
| 1208                                           | Incanta, lotta e confondi! 「セミファイナルⅡ「幻惑」」 - Bewitch, Battle, and Bewilder! | 2 settembre 2022  | 15 aprile 2023    |
| 1208                                           | In questo episodio, il Torneo Master prosegue con la seconda semifinale tra Ash Ketchum e la campionessa di Sinnoh, Cynthia. La battaglia è un 6 contro 6, e la strategia di Cynthia si basa su cambi rapidi e attacchi imprevedibili. Dopo una serie di scambi intensi, la lotta culmina con l'uso di "Destiny Bond" da parte di Spiritomb, che porta alla sconfitta simultanea di entrambi i Pokémon. Questo risultato lascia il pubblico in attesa del prossimo incontro decisivo. |                   |                   |
| 1209                                           | Valore: Una parte Strategica di ogni lotta! 「セミファイナルIII「武勇」」 - Valor: A Strategic Part of Battling! | 9 settembre 2022  | 22 aprile 2023    |
| 1209                                           | In questo episodio, Ash Ketchum affronta un avversario di grande valore strategico. La battaglia si concentra sull'importanza delle scelte tattiche e sull'adattabilità in combattimento. Ash Ketchum dimostra la sua crescita come allenatore, utilizzando strategie efficaci per superare le sfide poste dal suo avversario. L'episodio evidenzia come la forza non sia l'unico fattore determinante in una lotta, ma anche la mente e la preparazione. Questo episodio è significativo nel contesto del Torneo Master, poiché mette in luce l'evoluzione di Ash Ketchum come allenatore e la sua capacità di affrontare avversari sempre più forti. La strategia diventa un elemento chiave nelle sue vittorie, mostrando che la crescita non riguarda solo l'accumulo di potere, ma anche l'affinamento delle proprie capacità tattiche. "Valore: Una parte Strategica di ogni lotta!" è un episodio che celebra l'importanza della mente nel combattimento, sottolineando che la strategia è fondamentale tanto quanto la forza fisica. |                   |                   |
| 1210                                           | Abbattere la concorrenza! 「セミファイナルIV「衝撃」」 - Whittle While You Work! | 16 settembre 2022 | 29 aprile 2023    |
| 1210                                           | In questo episodio, Ash Ketchum affronta Camilla nella semifinale del Torneo Master. La battaglia si concentra sull'importanza delle scelte tattiche e sull'adattabilità in combattimento. Ash Ketchum dimostra la sua crescita come allenatore, utilizzando strategie efficaci per superare le sfide poste dal suo avversario. L'episodio evidenzia come la forza non sia l'unico fattore determinante in una lotta, ma anche la mente e la preparazione. Questo episodio è significativo nel contesto del Torneo Master, poiché mette in luce l'evoluzione di Ash Ketchum come allenatore e la sua capacità di affrontare avversari sempre più forti. La strategia diventa un elemento chiave nelle sue vittorie, mostrando che la crescita non riguarda solo l'accumulo di potere, ma anche l'affinamento delle proprie capacità tattiche. "Abbattere la concorrenza!" è un episodio che celebra l'importanza della mente nel combattimento, sottolineando che la strategia è fondamentale tanto quanto la forza fisica. |                   |                   |
| 1211                                           | GO FOR DREAM! La strada di Goh per Mew!! 「GO FOR DREAM！ゴウ、夢への道！！」 - GO FOR DREAM! Go's Road to Mew!! | 23 settembre 2022 | -                 |
| 1211                                           | L'episodio inizia con Goh che riceve una chiamata da Quillon, ma il telefono è lasciato incustodito. Un'ombra misteriosa riesce a sbloccare il dispositivo e inizia a esplorare i ricordi di Goh, tra cui immagini e video del suo Inteleon (precedentemente Sobble), che si è evoluto dopo aver visto un Inteleon in azione. Successivamente, l'individuo visualizza un messaggio di Danika riguardante il progetto Mew, che introduce i cinque membri del team: Quillon, Danika, Goh, Gary e Horace. Alla fine, si scopre che l'ombra misteriosa è in realtà Grookey, il Pokémon di Goh.Il narratore conduce uno show radiofonico, leggendo lettere inviate dai fan. La prima lettera proviene da Chloe, che porta a un flashback dell'evoluzione di Scorbunny in Raboot e successivamente in Cinderace. La seconda lettera è di Horace, che ricorda la battaglia contro Articuno e la missione per catturare Regieleki e Regidrago, episodi significativi nel percorso di Goh nel progetto Mew. Questo episodio offre uno sguardo approfondito sullo sviluppo di Goh come allenatore e sulla sua determinazione nel perseguire il sogno di catturare Mew, evidenziando le sue esperienze e i legami con i suoi Pokémon. |                   |                   |
| 1212                                           | Un piccolo ristoro aspettando la finale! 「ゴウとエースバーン！はじまりの場所！！」 - Just a Scone's Throw From Here! | 30 settembre 2022 | 6 maggio 2023     |
| 1212                                           | Il giorno prima della finale del Torneo Master tra Ash Ketchum e Leon, Goh e il suo Cinderace visitano il negozio di scones dove si erano incontrati per la prima volta. Durante la visita, Cinderace si riunisce con i suoi vecchi amici Nickit, ora evoluti in Thievul. Nel frattempo, il trio Rocket tenta di rubare i scones, ma viene fermato da Goh e i suoi Pokémon. Successivamente, Goh riceve una missione urgente da parte di Project Mew, che lo costringe a partire prima della finale. Prima di separarsi, Ash e Goh si scambiano un pugno simbolico, promettendo di realizzare i loro sogni. |                   |                   |
| 1213                                           | Climax! La notte prima della battaglia decisiva! Ash contro Dandel!! 「最高潮！決戦前夜サトシVSダンデ！！」 - Climax! The Night Before the Decisive Battle! Satoshi VS Dande!! | 14 ottobre 2022   | -                 |
| 1213                                           | Ash Ketchum e Dandel si preparano intensamente alla finale del Torneo Master, riflettendo sulle lotte e le esperienze che li hanno portati a quel momento. La notte prima della sfida decisiva è carica di tensione, ma anche di rispetto reciproco tra i due allenatori. Entrambi meditano sulle proprie strategie, sui Pokémon che porteranno in campo e sulle sfide affrontate nel torneo. L’episodio mette in luce il valore della determinazione, della crescita personale e dello spirito sportivo, anticipando un confronto epico che rappresenta il culmine del torneo |                   |                   |
| 1214                                           | Uno scontro di portata torrenziale! 「ファイナルI『激流』」 - A Flood of Torrential Gains! | 21 ottobre 2022   | 24 maggio 2023    |
| 1214                                           | Nel primo episodio della finale del Torneo Master, Ash Ketchum e Dandel si affrontano in una battaglia intensa e strategica. L’episodio mostra l’inizio dello scontro decisivo, caratterizzato da mosse spettacolari e l’uso sapiente delle abilità dei Pokémon di entrambi i contendenti. La tensione cresce mentre entrambi cercano di prendere il sopravvento, dimostrando il loro valore come allenatori. Questo episodio pone le basi per un confronto epico che culminerà nella risoluzione del torneo, mettendo in risalto la determinazione e la forza di volontà dei protagonisti. |                   |                   |
| 1215                                           | Cambiare i Pokémon in campo! 「ファイナルII「翻弄」」 - Toying With Your Motions! | 28 ottobre 2022   | 13 maggio 2023    |
| 1215                                           | Nel secondo episodio della finale del Torneo Master, Ash Ketchum e Dandel continuano la loro battaglia avvincente, mostrando una grande strategia nel cambiare i Pokémon in campo per sorprendere l’avversario. Entrambi i combattenti mettono alla prova le abilità dei loro Pokémon, alternando mosse e tattiche con grande maestria. L’episodio evidenzia la tensione crescente e l’intelligenza di entrambi gli allenatori nel gestire ogni mossa per guadagnare un vantaggio decisivo nella lotta. |                   |                   |
| 1216                                           | Fermare il ritmo! 「ファイナルIII「最強」」 - Paring Pokémon While Parrying! | 4 novembre 2022   | 20 maggio 2023    |
| 1216                                           | Nel terzo episodio della finale del Torneo Master, Ash Ketchum e Dandel si sfidano con intensità crescente, cercando di interrompere il ritmo dell’avversario con tattiche sorprendenti e scelte strategiche di Pokémon. Entrambi gli allenatori dimostrano grande esperienza e prontezza nell’adattarsi alle mosse dell’altro, rendendo la battaglia sempre più serrata e avvincente. L’episodio mette in risalto la determinazione di Ash e la potenza di Dandel, sottolineando l’importanza di tempismo e astuzia nelle lotte di alto livello. |                   |                   |
| 1217                                           | Compagni di una vita! 「ファイナルIV「相棒」」 - Partners in Time! | 11 novembre 2022  | 27 maggio 2023    |
| 1217                                           | Ash Ketchum conquista la vittoria nel Torneo Master, coronando il suo percorso con il titolo tanto atteso. L’episodio celebra il legame profondo tra Ash e i suoi Pokémon, mostrando come la loro fiducia reciproca e il lavoro di squadra siano stati fondamentali per raggiungere il successo. Durante la battaglia finale, Ash dimostra abilità, strategia e determinazione, affrontando sfide impegnative con il sostegno dei suoi compagni di avventura. Il trionfo segna un momento di crescita personale e di compimento per l’allenatore di Pallet Town. |                   |                   |
| 1218                                           | Una vista Mew-ravigliosa! 「プロジェクト・ミュウ」 - The Mew from Here! | 25 novembre 2022  | 3 giugno 2023     |
| 1218                                           | In questo episodio, Goh si dedica al suo obiettivo di catturare Mew, uno dei Pokémon più rari e misteriosi. La storia segue le sue indagini e le sue ricerche per avvicinarsi a questo leggendario Pokémon, affrontando diverse sfide e imparando di più sulle sue abilità uniche. Attraverso il viaggio, emergono momenti di tensione, scoperta e meraviglia, mentre Goh approfondisce il suo legame con i Pokémon e la sua determinazione a realizzare il suo sogno. L’episodio mette in luce il tema della perseveranza e dell’amicizia nel mondo Pokémon. |                   |                   |
| 1219                                           | Il futuro nelle nostre mani! 「つかみとる未来！」 - In the Palms of Our Hands! | 2 dicembre 2022   | 10 giugno 2023    |
| 1219                                           | In questo episodio, Goh e Ash si trovano a dover affrontare una situazione critica che potrebbe influenzare il futuro del mondo Pokémon. Mentre cercano di risolvere questo problema, i due amici riflettono sul valore delle loro azioni e sull'importanza di collaborare per proteggere sia i Pokémon sia l'ambiente che li circonda. L’episodio è caratterizzato da momenti di tensione e scoperta, che spingono Goh e Ash a prendere decisioni coraggiose, sottolineando come il futuro sia nelle loro mani. Questi eventi segnano una tappa fondamentale nel loro cammino di crescita e responsabilità. |                   |                   |
| 1220                                           | I due eroi riuniti! 「ポケモン！きみにあえてよかった！」 - Heroes Unite! | 9 dicembre 2022   | 17 giugno 2023    |
| 1220                                           | In questo episodio, Ash e Goh si ritrovano finalmente insieme dopo un periodo di separazione, unendo le loro forze per affrontare una nuova sfida che richiede coraggio e collaborazione. Il loro incontro segna un momento di grande emozione, in cui i due eroi condividono esperienze, strategie e sostegno reciproco. Insieme, esplorano territori inesplorati e affrontano insieme pericoli imprevisti, rafforzando il legame di amicizia che li unisce. L’episodio sottolinea il valore del lavoro di squadra e la forza che nasce dall’unione, mostrando come insieme possano superare qualsiasi ostacolo e avvicinarsi ai loro obiettivi comuni. |                   |                   |
| 1221                                           | Al bivio di qualcosa di grande! 「サトシとゴウ！ 新たなるを旅立ち！！」 - This Could be the Start of Something Big! | 16 dicembre 2022  | 24 giugno 2023    |
| 1221                                           | Ash e Goh si ritrovano dopo le rispettive avventure. Dopo la vittoria di Ash nel Torneo Master e il proseguimento della missione di Goh verso la cattura di Mew, i due amici decidono di fare una pausa insieme. Si ritrovano al Parco Cerasa, dove si godono una giornata all'aria aperta e riflettono sul loro percorso. L'episodio celebra la forza dell'amicizia e la consapevolezza che, nonostante i traguardi raggiunti, ci sono ancora molte avventure da vivere insieme |                   |                   |

### Pokémon: Maestro di Pokémon
Al termine della serie Pocket Monsters (2019), che segna l’uscita di scena dei protagonisti storici Ash e Pikachu dopo 25 anni di avventure, viene annunciato un arco conclusivo composto da 11 episodi, intitolato Mezase Pokémon Master. Questa miniserie funge da epilogo narrativo e omaggio celebrativo per i due personaggi, offrendo un viaggio finale in cui Ash incontra vecchi compagni e Pokémon del passato, riflettendo sul significato del diventare un "Pokémon Master". Gli episodi non introducono nuovi sviluppi ma propongono un tono nostalgico, ripercorrendo momenti chiave e legami costruiti nel tempo. In Giappone la trasmissione è avvenuta dal 13 gennaio al 24 marzo 2023, posizionandosi tra la conclusione della serie precedente e l’avvio della nuova saga con protagonisti Liko e Roy, narrata in Orizzonti Pokémon.>.
Negli Stati Uniti, la serie, annunciata il 20 luglio 2023 sul sito ufficiale Pokémon, è stata intitolata Pokémon: To Be a Pokémon Master e pubblicata su Netflix l'8 settembre 2023. La data non è casuale: coincide esattamente con il 25º anniversario della messa in onda del primo episodio dell'anime Pokémon doppiato in inglese.  In Italia, la miniserie è stata trasmessa come parte della stagione Esplorazioni Super, in onda su K2 dal 2 settembre al 7 ottobre 2023, con due episodi a settimana. Successivamente è stata resa disponibile anche su Netflix con il titolo Pokémon: Maestro di Pokémon.
Nell’edizione occidentale, agli 11 episodi originali è stato aggiunto come epilogo un episodio speciale intitolato Il lontano cielo azzurro!, disponibile nella sezione speciali televisivi. Questo episodio è ambientato nella continuità narrativa del film Il film Pokémon - Scelgo te!, e non in quella della serie principale.
| Nº                                       | Titolo italiano Giapponese 「Kanji」 - Rōmaji | In onda          | In onda           |
| Nº                                       | Titolo italiano Giapponese 「Kanji」 - Rōmaji | Giapponese       | Italiano          |
| Pokémon: Maestro di Pokémon (11 episodi) | |                  |                   |
| 1222                                     | Per strade già conosciute! 「はじまりのかぜ！むげんのみち！！」 - The Road Most Traveled! | 13 gennaio 2023  | 2 settembre 2023  |
| 1222                                     | Ash e Pikachu riprendono il loro viaggio scegliendo la direzione da seguire con l’aiuto del vento. Durante il cammino, incontrano vari Pokémon selvatici e affrontano ostacoli naturali, come attraversare un fiume e affrontare un Beedrill agitato, che riescono a calmare. Il Team Rocket tenta di catturare Pikachu con una rete speciale, ma viene respinto grazie all’aiuto di Sceptile, Donphan e Noivern. Durante lo scontro compare un Latias ferito che Ash decide di aiutare. Nonostante inizialmente diffidente, il Pokémon leggendario accetta le cure e si allontana. L’episodio dà inizio al viaggio conclusivo di Ash, segnato da incontri familiari, legami con i Pokémon e riflessioni sul significato di diventare un vero Maestro di Pokémon. |                  |                   |
| 1223                                     | Uno scontro scritto nel destino! 「サトシVSカスミ！うみべのいっきうち！！」 - A Fated Face-Off! | 20 gennaio 2023  | 2 settembre 2023  |
| 1223                                     | Ash e Pikachu fanno tappa in una zona costiera dove incontrano Misty, intenta a catturare un Clauncher. I due discutono su chi debba ottenere il Pokémon e decidono di sfidarsi in un incontro uno contro uno per stabilirlo. Ash sceglie Corphish, mentre Misty usa Psyduck, che però entra accidentalmente in campo al posto di Poliwhirl. Nonostante le difficoltà iniziali, Psyduck riesce a tenere testa all’avversario grazie ai suoi poteri psichici attivati dal mal di testa. La lotta si conclude con la vittoria di Ash, che però lascia volentieri il Clauncher a Misty, riconoscendo il suo legame con il mare. L’episodio evidenzia il rispetto reciproco tra i due amici e richiama lo spirito delle sfide vissute nel passato.                    |                  |                   |
| 1224                                     | I nostri eroi e la maga del bosco! 「タケシとデントともりのまじょ！」 - Must Be Our Heroes and the Witch! | 27 gennaio 2023  | 9 settembre 2023  |
| 1224                                     | Ash e Misty si addentrano in un bosco dove incontrano Brock, innamorato di una donna misteriosa che si rivela essere una Hatterene travestita da umana. La Pokémon, nota per manipolare le emozioni, ha stordito Brock con visioni romantiche illusorie. I tre amici vengono raggiunti da Cilan, che si unisce a loro per liberare Brock dall'influsso mentale. Dopo un confronto, Ash e gli altri riescono a far rinsavire Brock, mentre Hatterene si ritira nel bosco. L'episodio mescola umorismo e mistero, riportando in scena dinamiche classiche tra vecchi compagni di viaggio e mostrando la forza dell'amicizia nel superare le illusioni e gli inganni.                                                                                                |                  |                   |
| 1225                                     | Gentilezza che rompe il ghiaccio! 「ツンベアーのためいき！」 - Bearing Down Easy! | 3 febbraio 2023  | 9 settembre 2023  |
| 1225                                     | Durante una sosta in una zona innevata, Ash, Misty e Brock incontrano un Beartic solitario che, non riuscendo a controllare i propri poteri, causa involontariamente valanghe e distruzioni con il suo respiro gelido. Spaventati, gli altri Pokémon della zona lo evitano, lasciandolo isolato. Ash decide di aiutarlo a gestire le sue abilità, allenandolo con pazienza e incoraggiamento. Dopo vari tentativi, Beartic riesce a controllare il proprio respiro congelante e viene accettato dagli altri Pokémon del luogo. L’episodio mette in evidenza il valore della comprensione e della gentilezza, mostrando come il sostegno degli altri possa aiutare a superare le difficoltà personali                                                              |                  |                   |
| 1226                                     | Una squadra con il fuoco dentro! 「もえよ！ゼニガメしょうぼうだん！！」 - A Squad Worth of Passion! | 10 febbraio 2023 | 16 settembre 2023 |
| 1226                                     | Ash e i suoi amici arrivano in una città dove incontrano una squadra di Squirtle impegnata a proteggere la comunità come una squadra di pompieri. I Squirtle si dimostrano coraggiosi e determinati nel domare un incendio divampato in una foresta vicina, ma devono affrontare difficoltà dovute alla loro inesperienza e alla natura imprevedibile del fuoco. Con l’aiuto di Ash e del suo team, che coordina le azioni e incoraggia gli Squirtle, la squadra riesce a spegnere le fiamme e a salvare gli abitanti. L’episodio celebra il lavoro di squadra, il coraggio e la passione, mostrando come anche i più piccoli possono fare grandi cose quando uniti da uno scopo comune.                                                                          |                  |                   |
| 1227                                     | La stessa luna, adesso e per sempre! 「そして、おなじ月をみている！」 - The Same Moon, Now and Forever! | 17 febbraio 2023 | 16 settembre 2023 |
| 1227                                     | Ash e i suoi amici trascorrono una serata sotto la stessa luna, riflettendo sulle loro esperienze e legami nel corso del viaggio. Mentre il gruppo si rilassa, un Comfey li guida verso un raduno di Pokémon notturni, dove l’armonia e la bellezza della natura si manifestano pienamente. Durante l’incontro, ognuno condivide i propri sogni e desideri, rafforzando l’amicizia e la fiducia reciproca. L’episodio sottolinea il valore della compagnia e dell’unione anche nei momenti di tranquillità, mostrando che, nonostante le sfide passate e future, guardano sempre la stessa luna come simbolo di speranza e continuità. |                  |                   |
| 1228                                     | Vai, Lapras, vai! 「ラプラスにのって♪」 - Ride, Lapras, Ride! | 24 febbraio 2023 | 23 settembre 2023 |
| 1228                                     | Ash e i suoi amici raggiungono una località costiera dove incontrano un Lapras che aiuta i viaggiatori a superare una vasta distesa d’acqua. Tuttavia, il Pokémon sembra riluttante a muoversi a causa di un dolore alla schiena. Determinati ad aiutarlo, Ash e il gruppo si impegnano a prendersi cura di Lapras, cercando di capire la causa del suo malessere. Con pazienza e sostegno, riescono a farlo sentire meglio, permettendogli di tornare a guidare con sicurezza i passeggeri. L’episodio celebra la compassione e l’importanza del prendersi cura degli altri, evidenziando il forte legame tra allenatori e Pokémon. |                  |                   |
| 1229                                     | Va' dove ti porta il cuore! 「ジュペッタのさがしもの！」 - Getting to the Heart of it All! | 3 marzo 2023     | 23 settembre 2023 |
| 1229                                     | Ash e i suoi amici si imbattono in uno Banette alla ricerca di un oggetto prezioso legato al suo passato. Mentre aiutano il Pokémon a ritrovare ciò che ha perso, il gruppo scopre che la vera forza non risiede negli oggetti materiali, ma nei legami emotivi e nella fiducia reciproca. Durante il percorso, affrontano anche il Team Rocket, che tenta di approfittare della situazione. Grazie al coraggio di Ash e al lavoro di squadra, riescono a proteggere Banette e a ristabilire la pace. L’episodio esplora temi di affetto, ricordi e l’importanza di seguire il cuore. |                  |                   |
| 1230                                     | I vendicatori Rocket! 「逆襲のロケット団！」 - Rocket Revengers! | 10 marzo 2023    | 30 settembre 2023 |
| 1230                                     | Il Team Rocket, determinato a riscattare le proprie sconfitte passate, si unisce per mettere in atto un piano audace contro Ash e i suoi amici. Mentre cercano di catturare Pikachu e altri Pokémon, mostrano nuove tattiche e strategie, dimostrando una maggiore organizzazione e determinazione rispetto al solito. Tuttavia, grazie all’ingegno e all’unione del gruppo di Ash, il piano fallisce ancora una volta. L’episodio mette in luce il tema della perseveranza e del lavoro di squadra, sia tra gli antagonisti che tra i protagonisti, con momenti comici e azione. |                  |                   |
| 1231                                     | Ash e Latios! 「サトシとラティオス！」 - Ash and Latios! | 17 marzo 2023    | 30 settembre 2023 |
| 1231                                     | Ash incontra un Latios ferito durante il suo viaggio e decide di aiutarlo a guarire. Mentre si prende cura del Pokémon leggendario, nasce un legame di fiducia e amicizia profonda. Tuttavia, il Team Rocket tenta di catturare Latios, scatenando una serie di eventi che mettono alla prova il coraggio e la determinazione di Ash e dei suoi amici. L’episodio mostra la connessione speciale tra allenatore e Pokémon, evidenziando temi di protezione, lealtà e rispetto verso le creature leggendari. |                  |                   |
| 1232                                     | L'arcobaleno e il Maestro di Pokémon! 「虹とポケモンマスター！」 - The Rainbow and the Pokémon Master! | 24 marzo 2023    | 7 ottobre 2023    |
| 1232                                     | Ash e i suoi amici assistono a un raro fenomeno naturale: un arcobaleno che unisce cielo e terra, simbolo di speranza e rinascita. Durante questo evento, Ash riflette sul suo percorso come allenatore e sul significato di diventare un vero Maestro di Pokémon. Mentre il gruppo si gode il momento, viene coinvolto in una sfida amichevole che mette in luce le abilità di Ash e dei suoi compagni, rafforzando ulteriormente il loro legame. L’episodio celebra la crescita personale, l’amicizia e il valore dei sogni condivisi. |                  |                   |